# Globo de Ouro de melhor atriz em filme dramático
Esta é uma lista com as nomeadas e vencedoras do prêmio Globo de Ouro na categoria de Melhor Atriz em cinema – drama. O prémio no original em inglês é denominado Golden Globe Award for Best Actress in a Motion Picture – Drama.
Em 1951, a Associação de Imprensa Estrangeira de Hollywood separou a categoria de melhor atriz em um filme em duas. Antes disso, havia um único prêmio de melhor atriz mas a divisão permitiu que atrizes que trabalhassem em filmes dramáticos e cômicos ou musicais fossem premiadas separadamente.
O título formal da categoria variou desde sua criação. Desde 2005 é oficialmente chamado de Globo de Ouro de Melhor Atriz em filme – drama.

## Vencedoras e indicadas

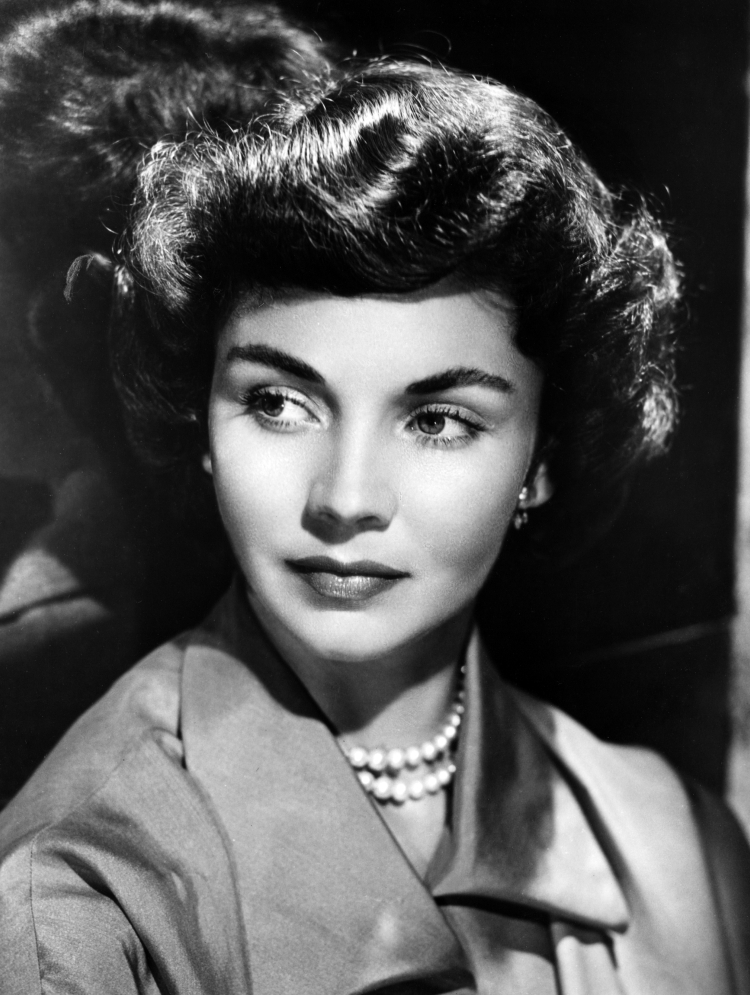
Jennifer Jones é a primeira vencedora na categoria por A Canção de Bernadette (1943).

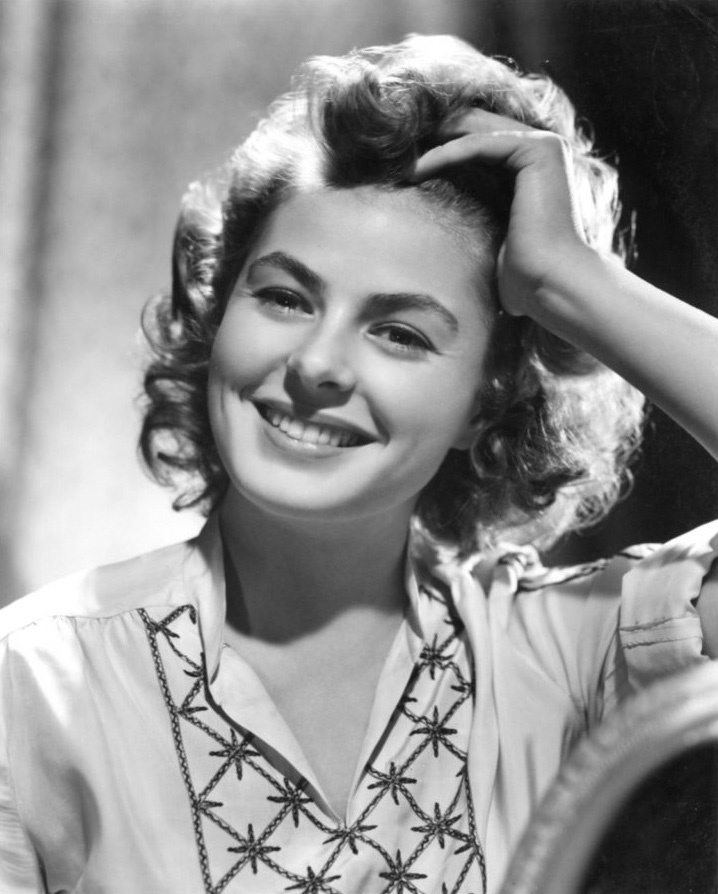
Ingrid Bergman venceu três vezes por Gaslight (1944), The Bells of St. Mary's (1945), e Anastasia (1956).

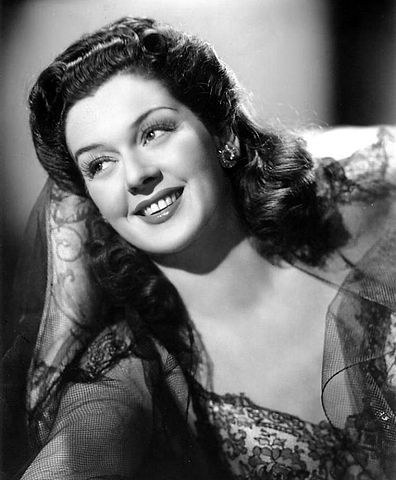
Rosalind Russell venceu duas vezes consecutivas por Sister Kenny (1946) e Mourning Becomes Electra (1947).

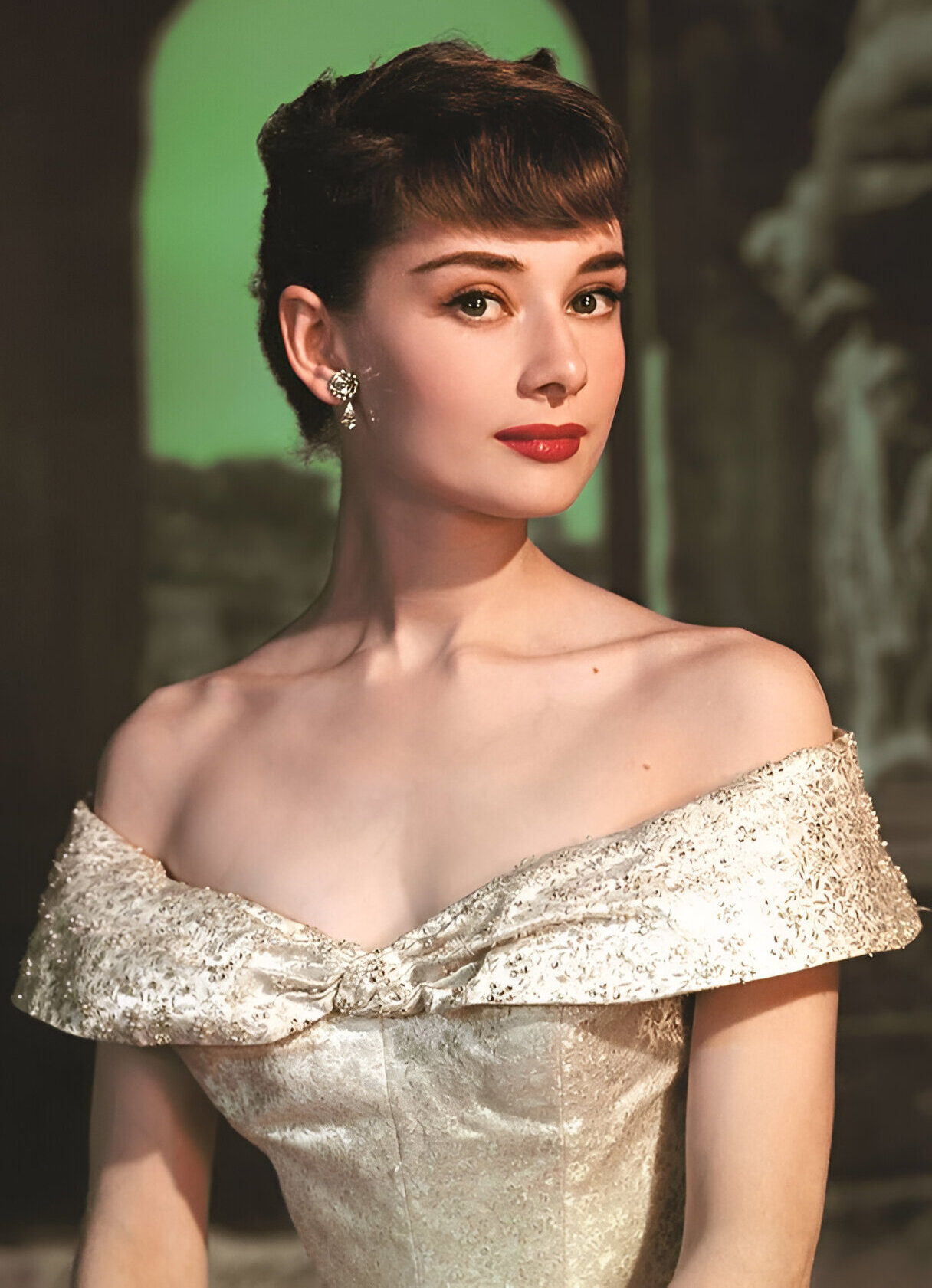
Audrey Hepburn venceu por Roman Holiday (1953).

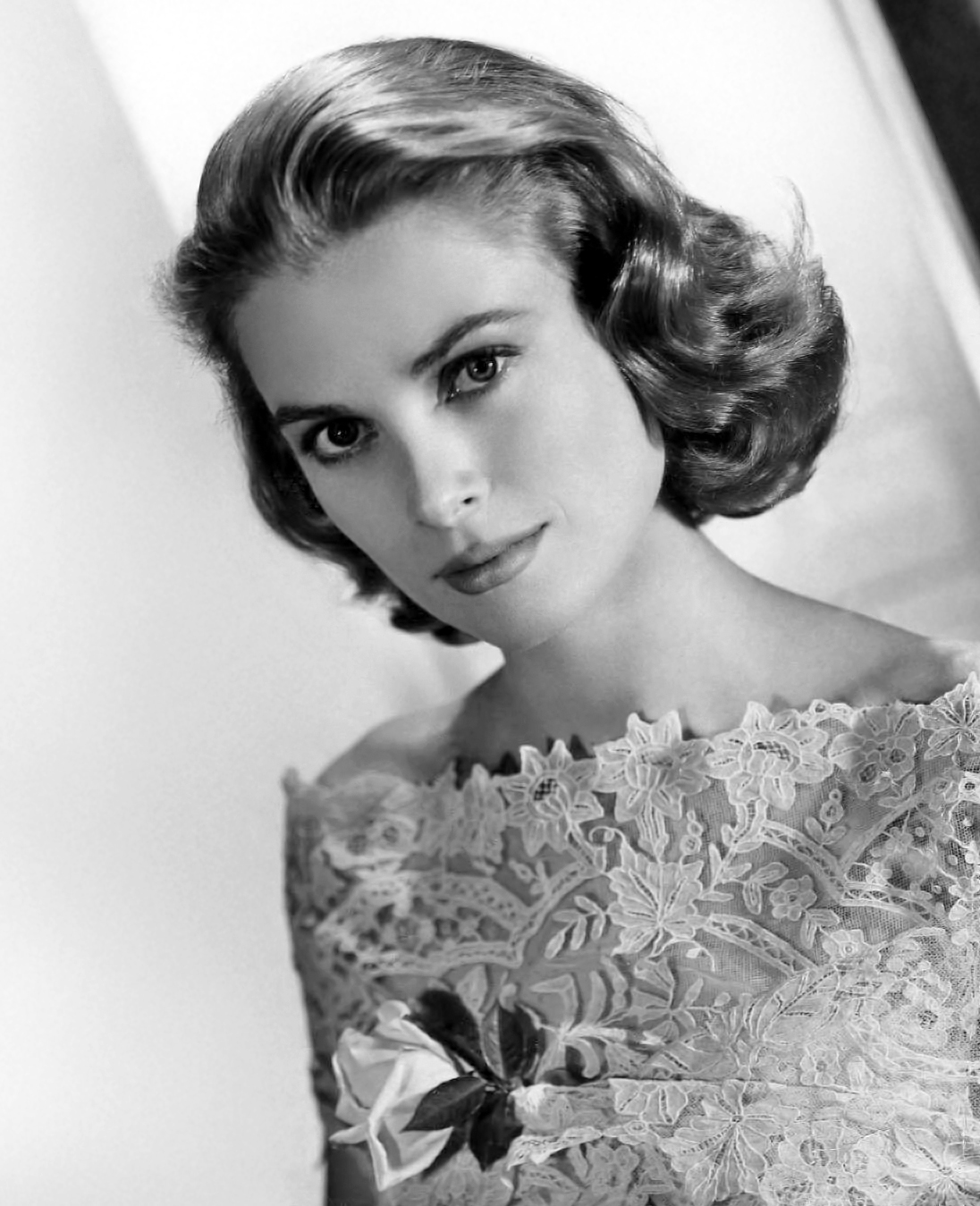
Grace Kelly venceu por The Country Girl (1954).

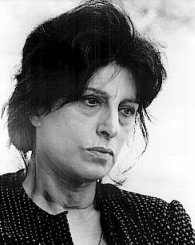
Anna Magnani recebeu duas indicações e venceu uma; ela também foi a primeira atriz que não fala inglês e a primeira mulher italiana a ganhar o prêmio.

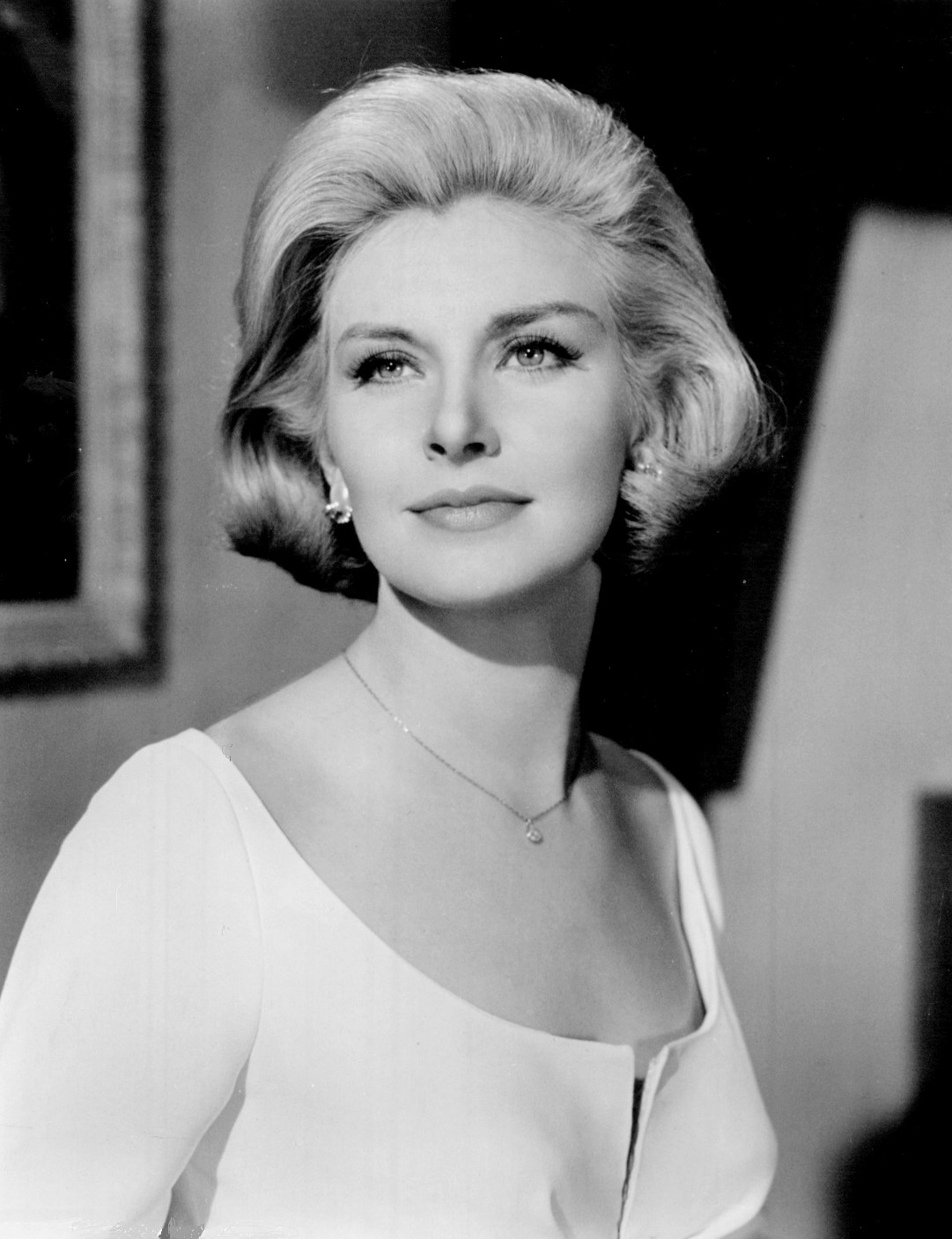
Joanne Woodward ganhou duas vezes por The Three Faces of Eve (1957) e Rachel, Rachel (1968).

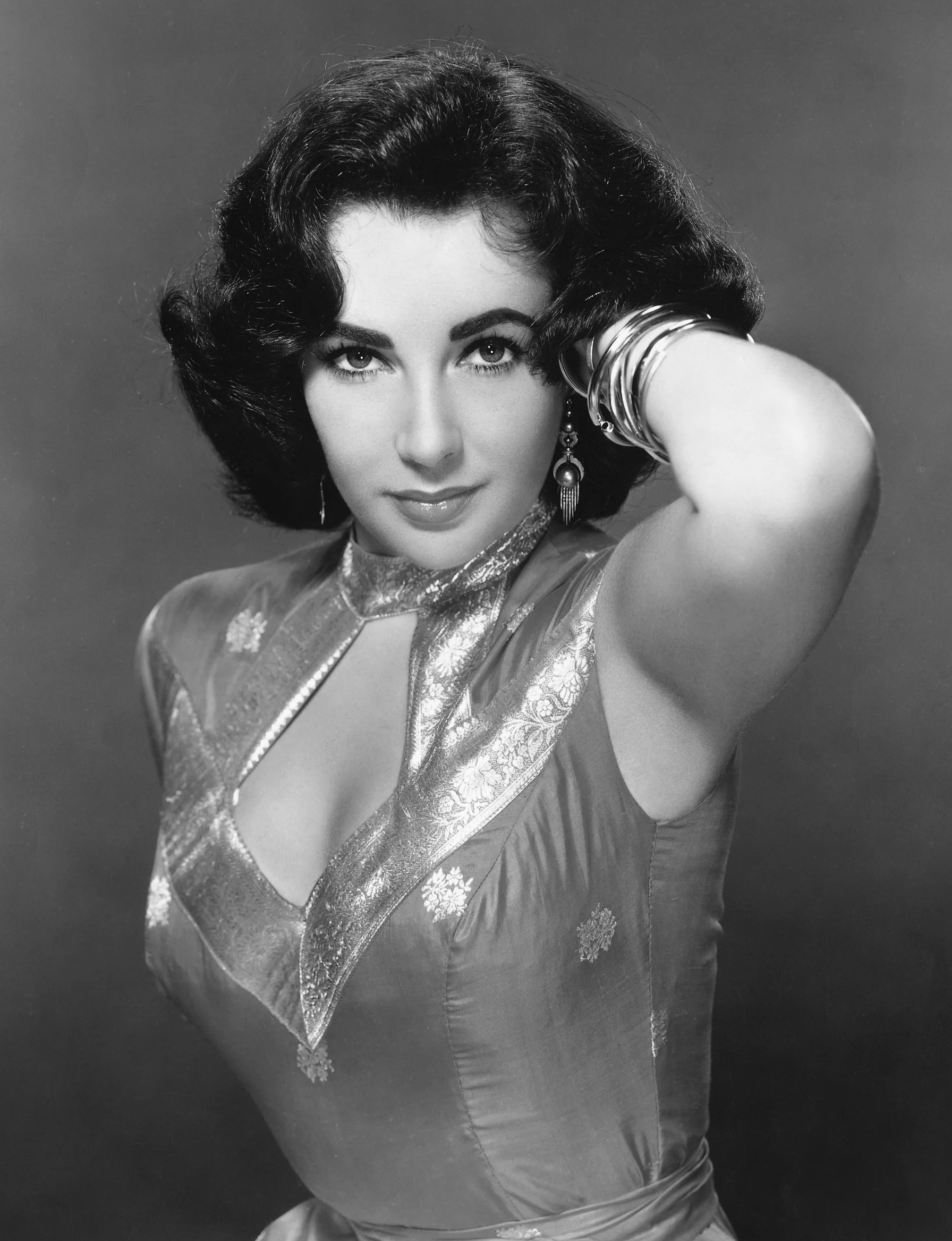
Elizabeth Taylor ganhou uma vez de quatro indicações por seu papel em Suddenly, Last Summer (1959).

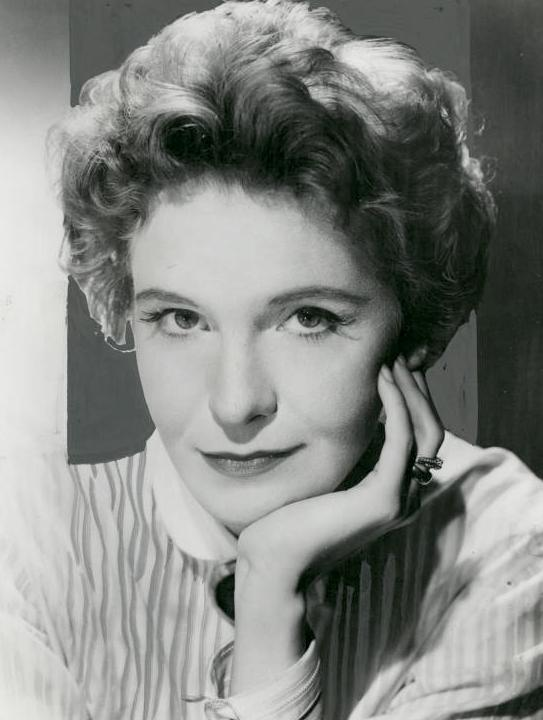
Geraldine Page ganhou duas vezes por Summer and Smoke (1961) e Sweet Bird of Youth (1962).

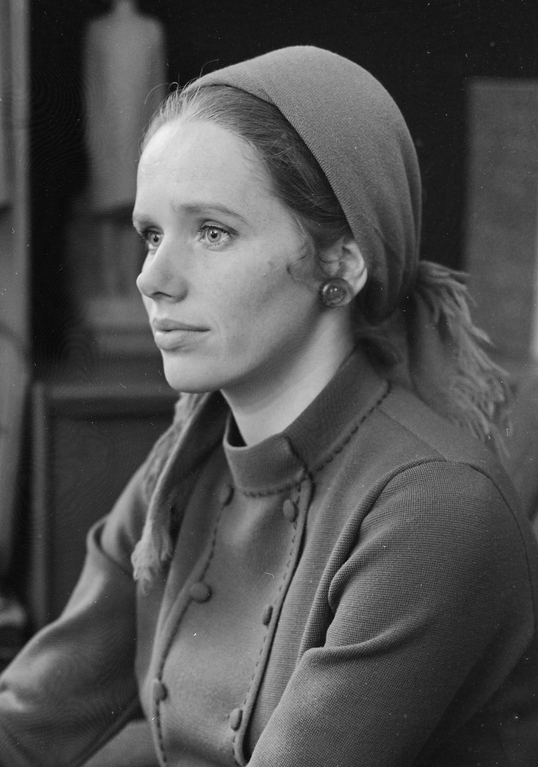
Liv Ullmann venceu por The Emigrants (1972).

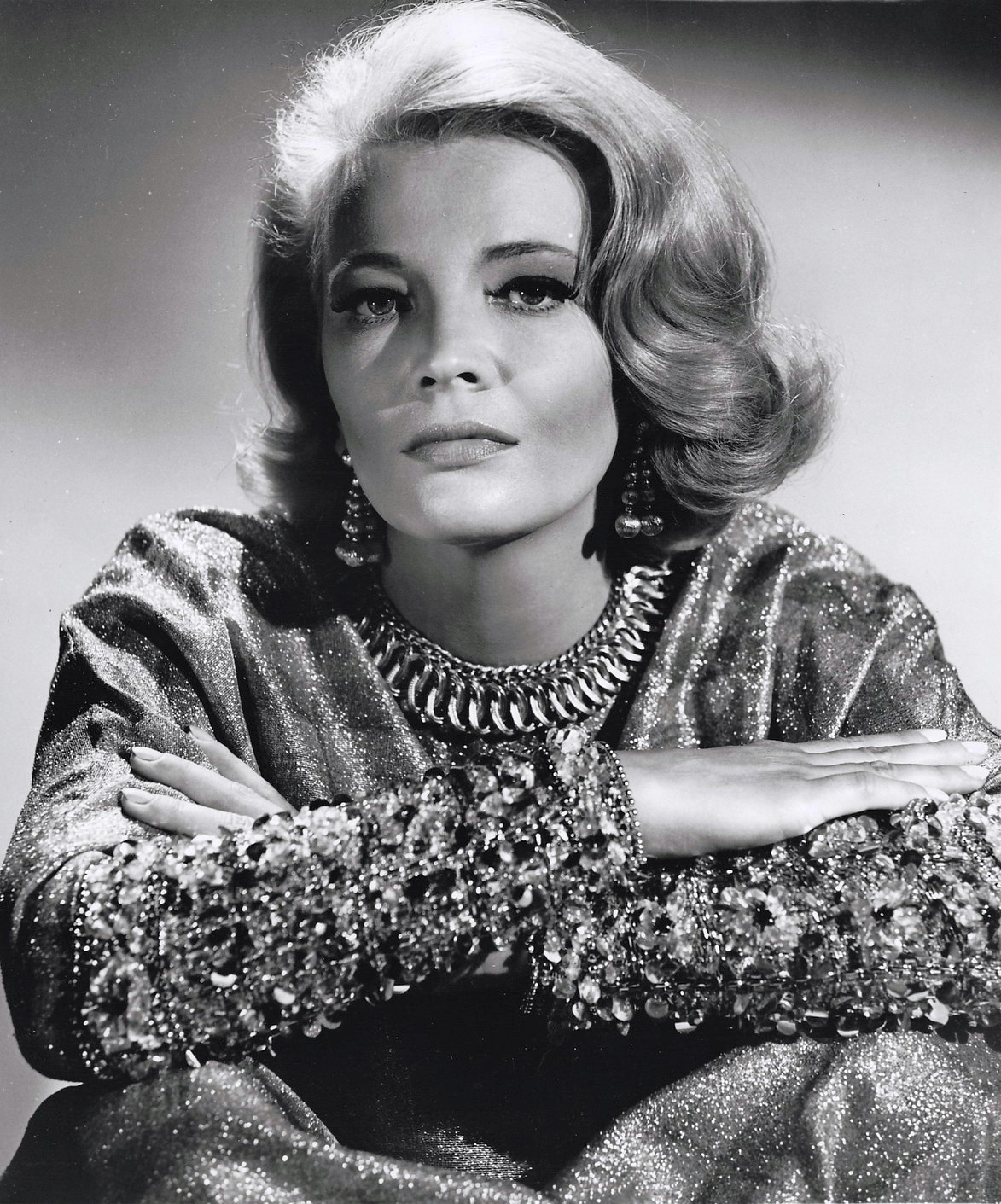
Gena Rowlands venceu por A Woman Under the Influence (1974).

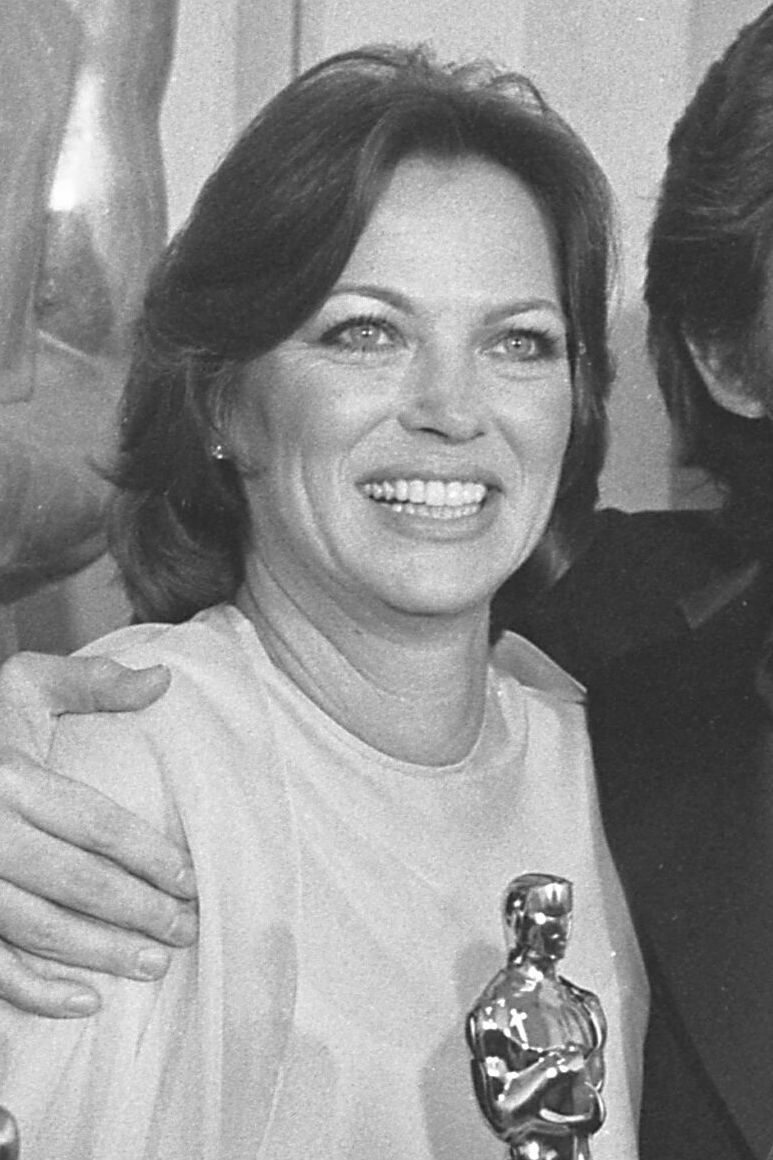
Louise Fletcher venceu por One Flew Over the Cuckoo's Nest (1975).

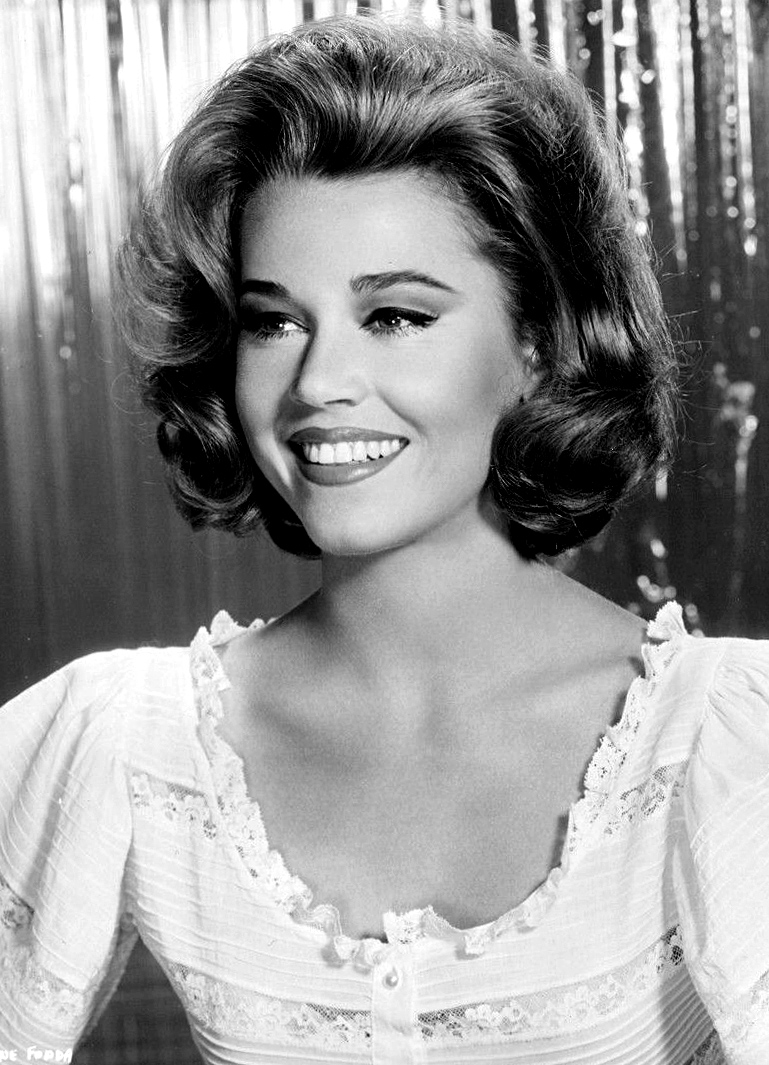
Jane Fonda ganhou três vezes de cinco indicações por seus papéis em Klute (1971), Julia (1977), e Coming Home (1978).

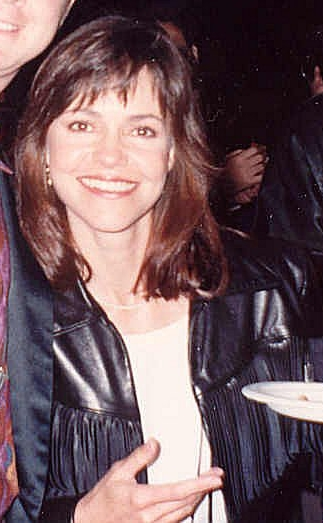
Sally Field ganhou duas vezes por Norma Rae (1979) e Places in the Heart (1984).

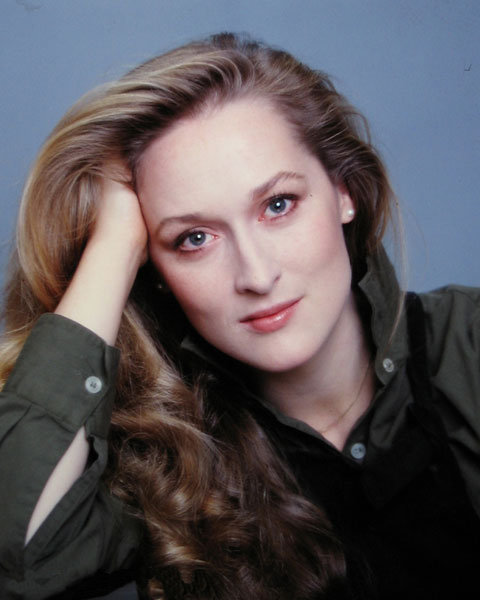
Meryl Streep recebeu 14 indicações para esta categoria, ganhando três vezes por seus papéis em The French Lieutenant's Woman (1981), Sophie's Choice (1982), e The Iron Lady (2011).

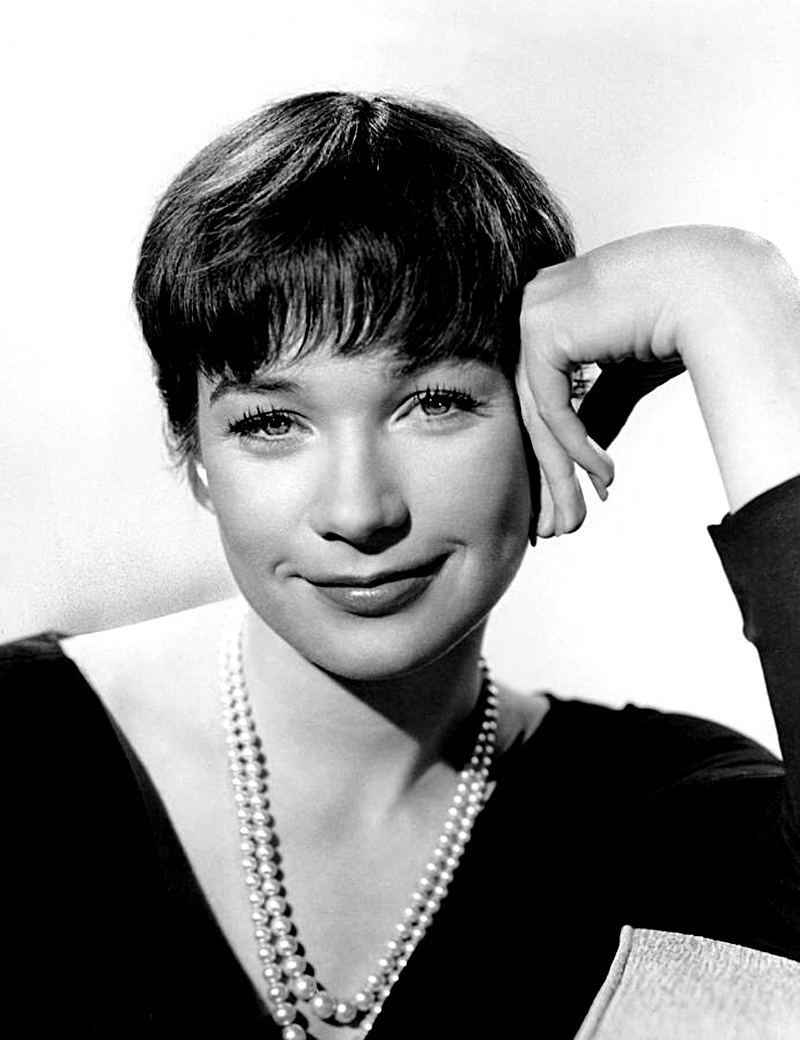
Shirley MacLaine ganhou duas vezes por Terms of Endearment (1983) e Madame Sousatzka (1988).

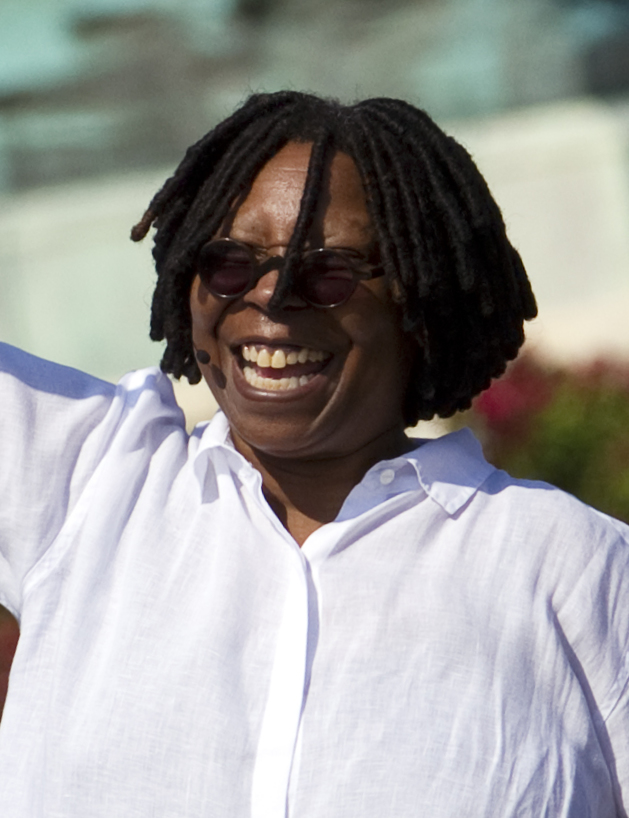
Whoopi Goldberg venceu por The Color Purple (1985).

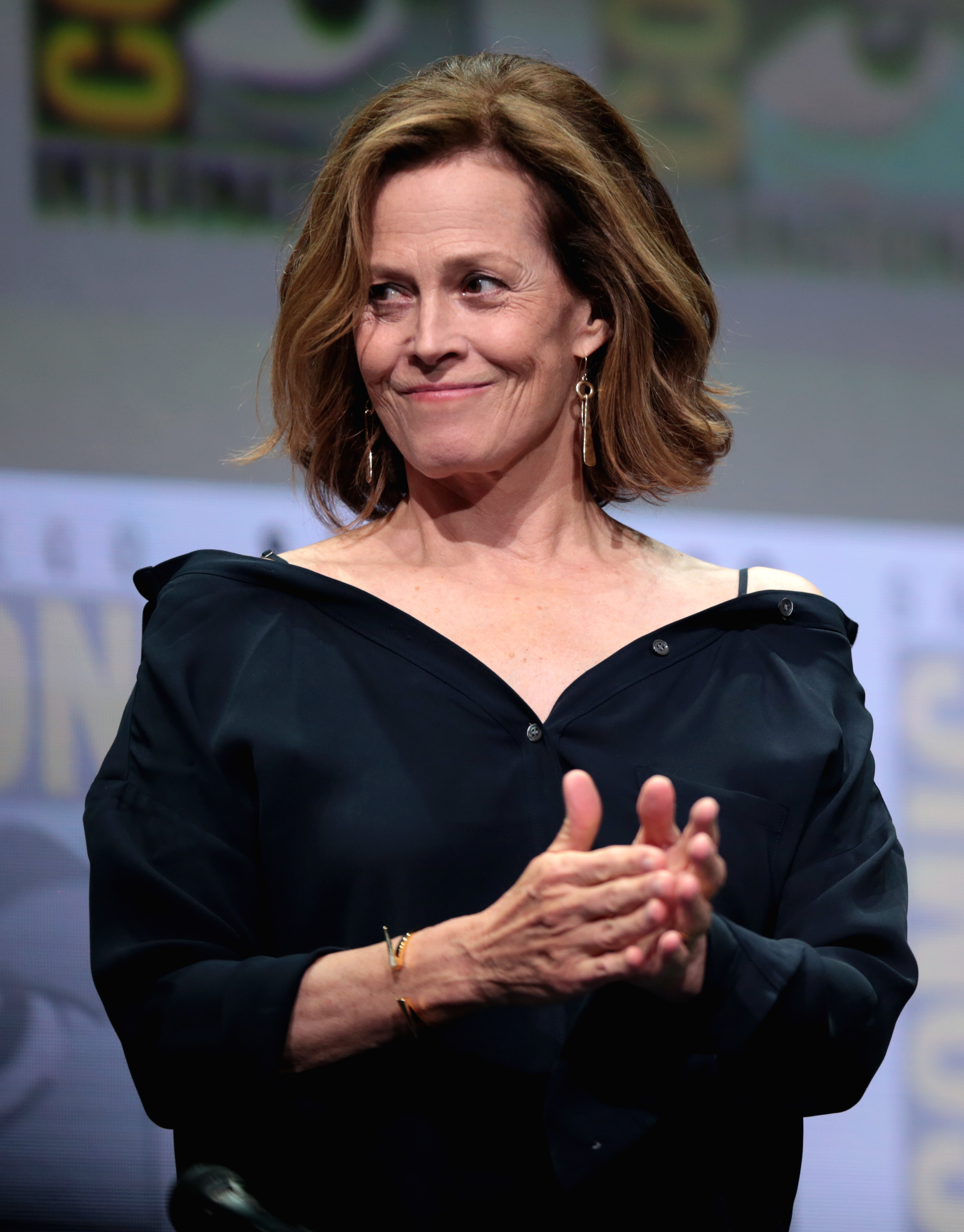
Sigourney Weaver venceu por Gorillas in the Mist (1988).

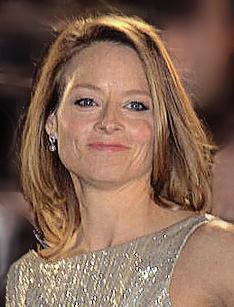
Jodie Foster ganhou duas vezes por The Accused (1988) e The Silence of the Lambs (1991).

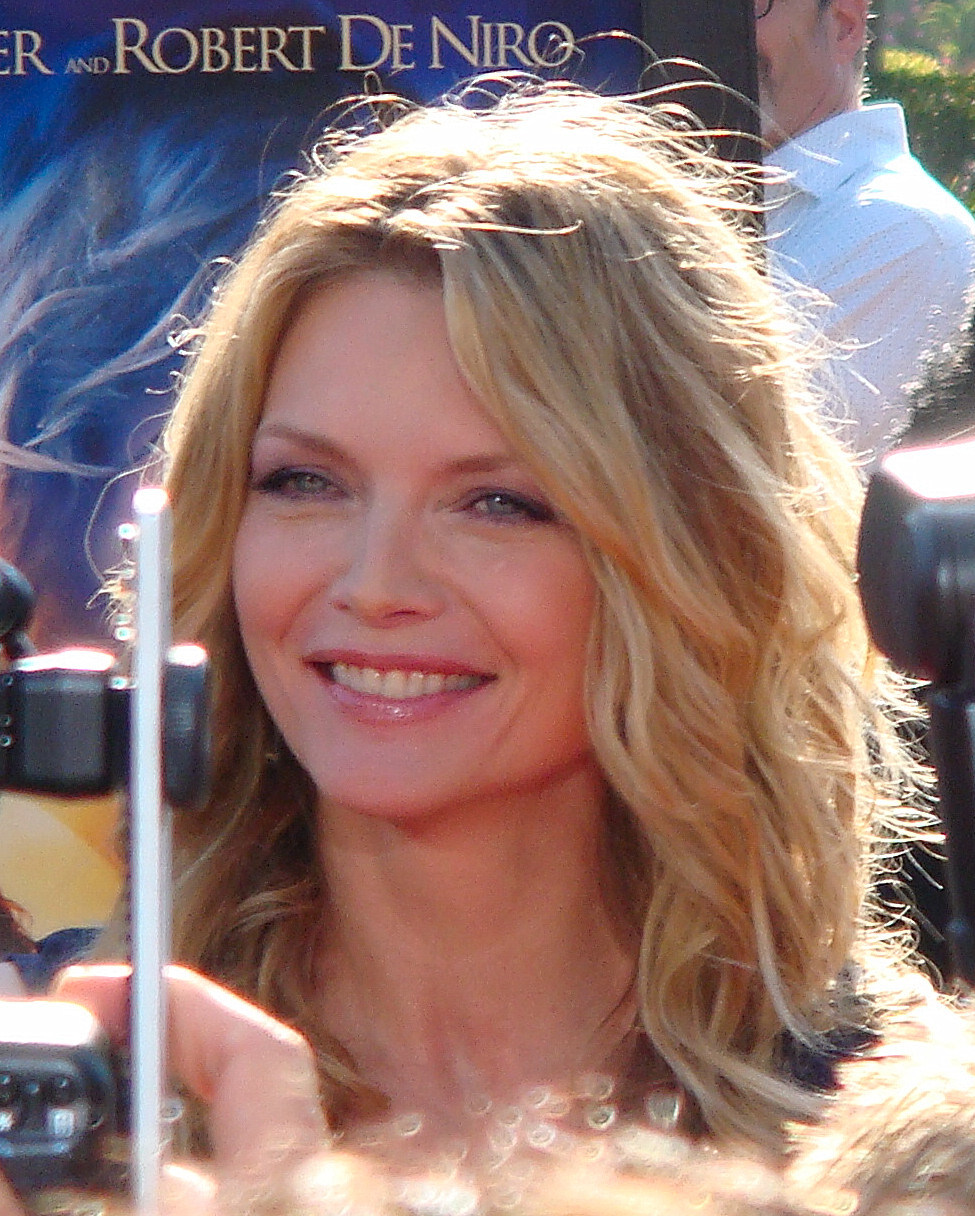
Michelle Pfeiffer venceu por The Fabulous Baker Boys (1989).

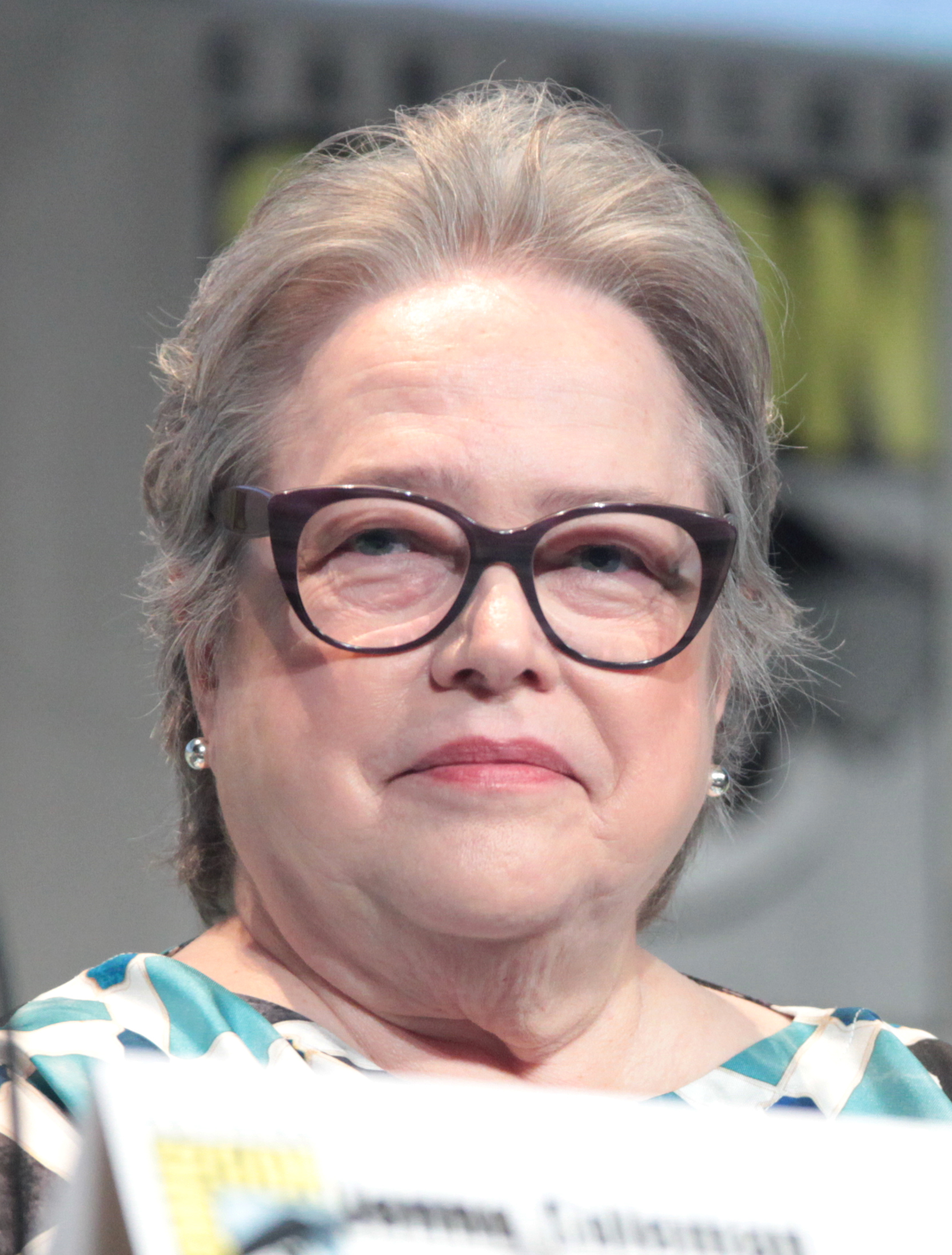
Kathy Bates venceu por Misery (1990).

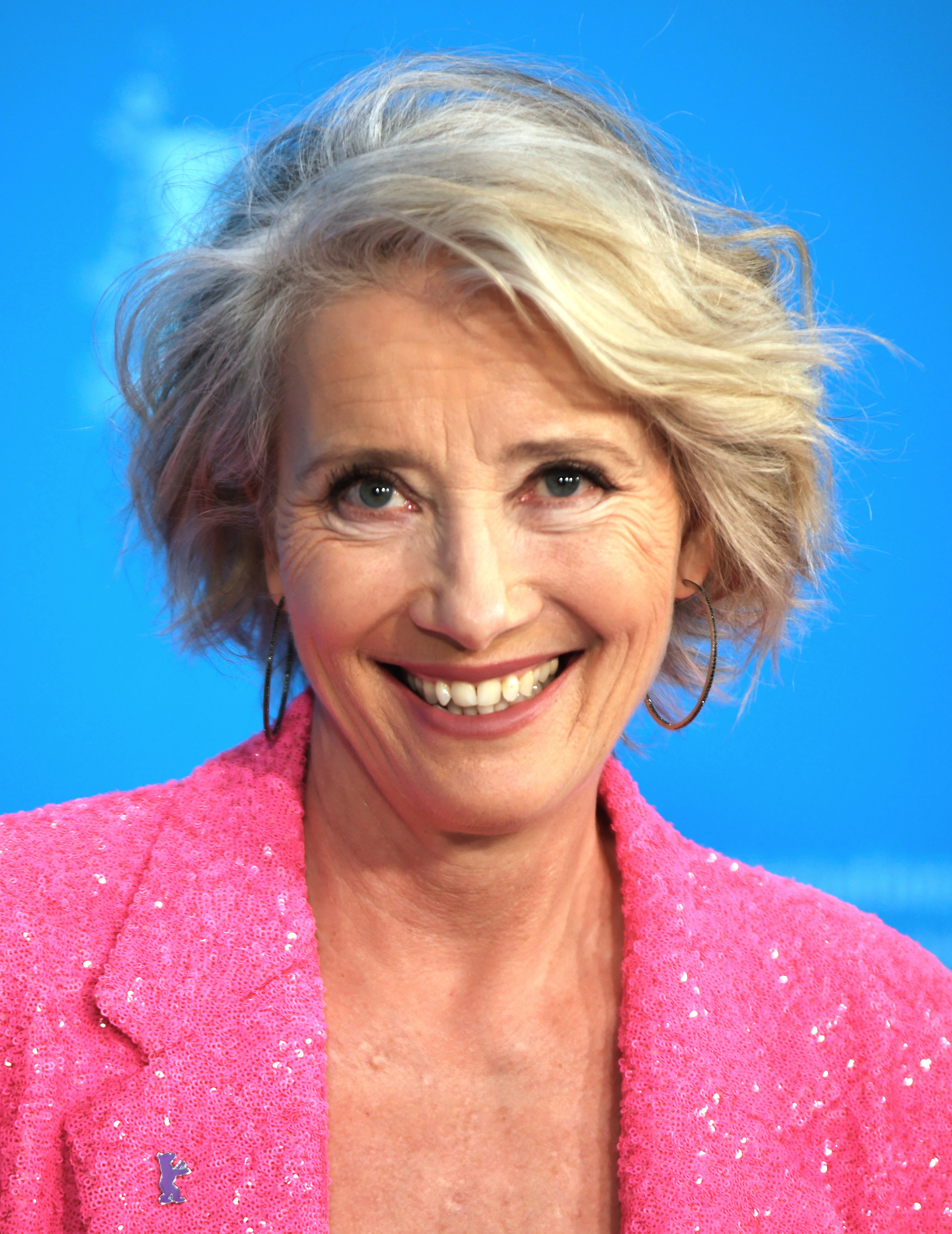
Emma Thompson venceu por Howards End (1992).

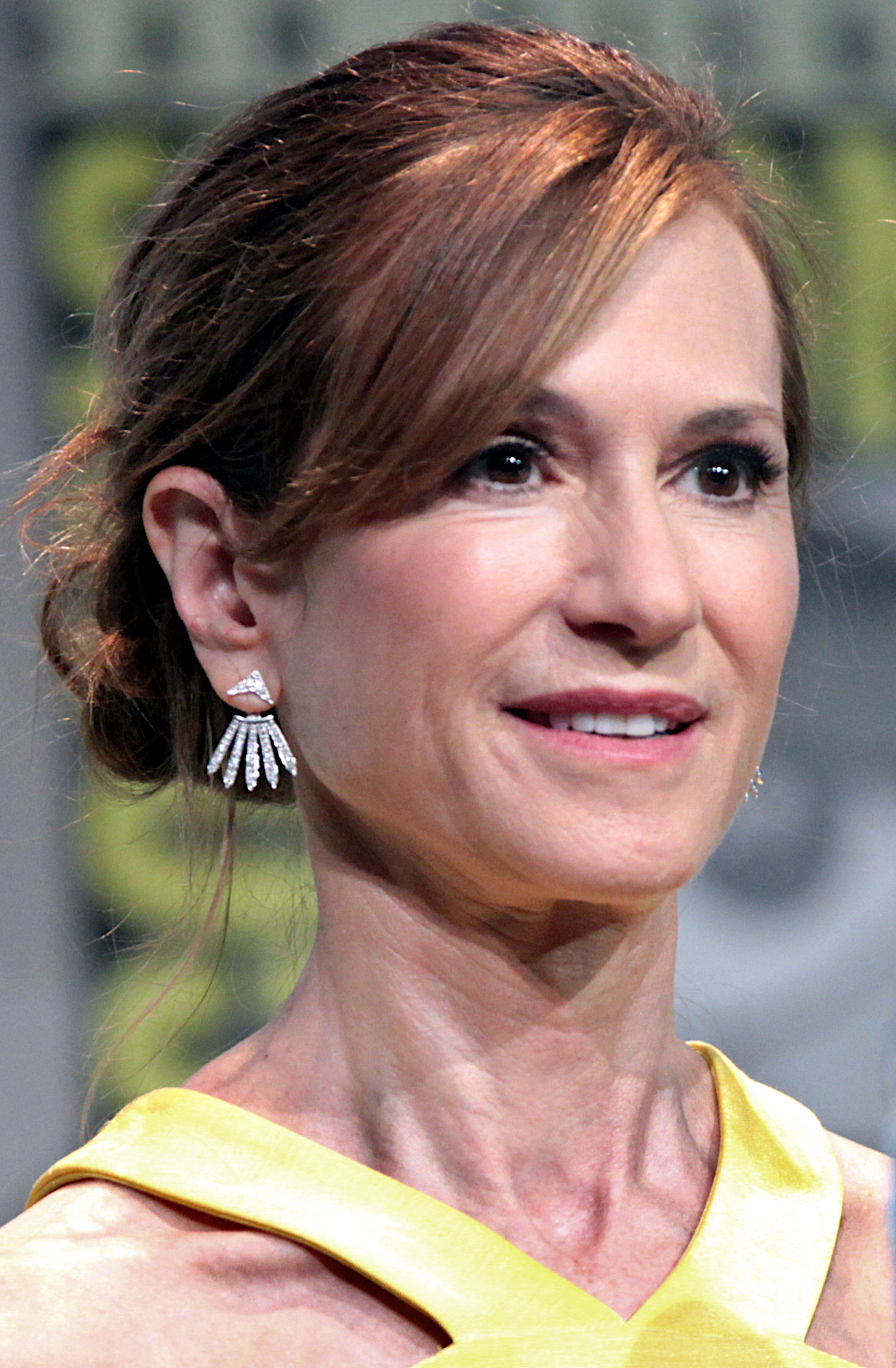
Holly Hunter venceu por The Piano (1993).

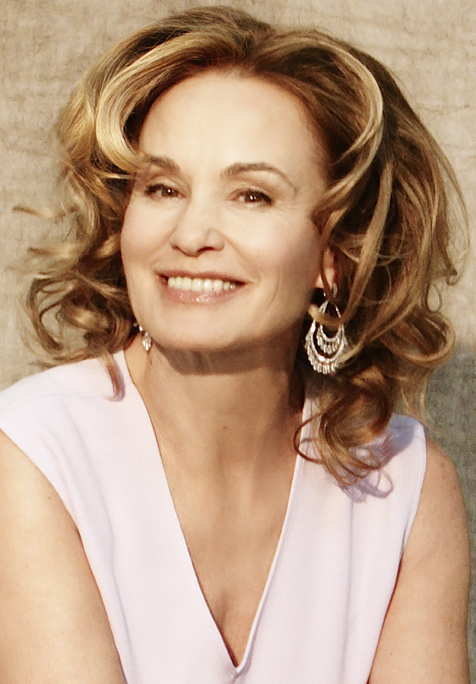
Jessica Lange venceu por Blue Sky (1994).

Notas:

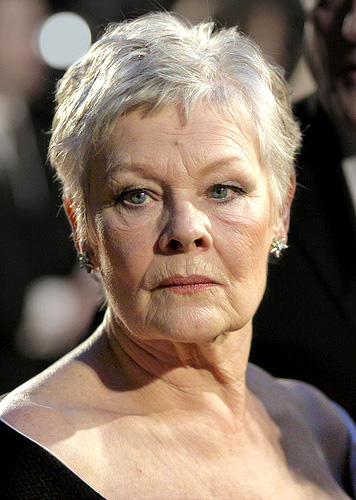
Judi Dench ganhou por sua interpretação de Rainha Victoria em Mrs Brown (1997).

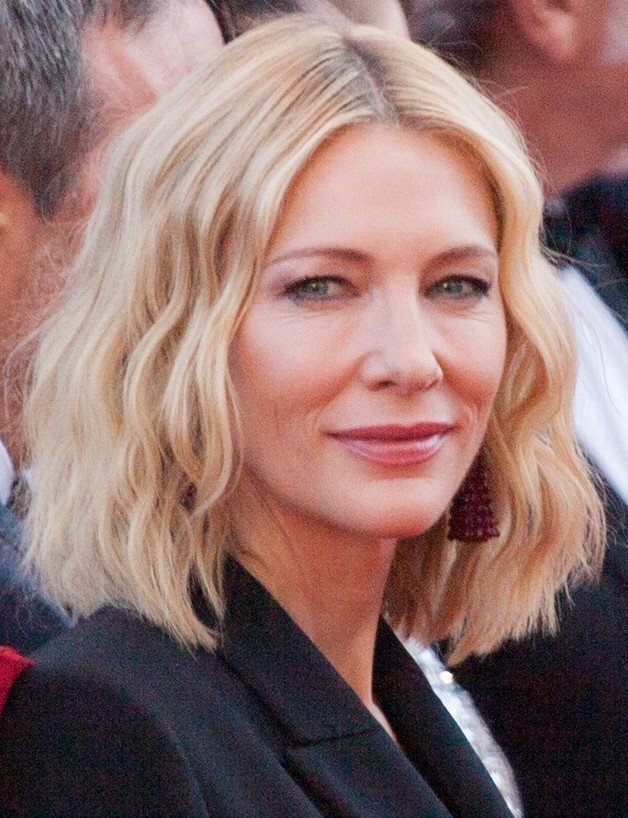
Cate Blanchett ganhou três vezes por Elizabeth (1998), Blue Jasmine (2013), e Tár (2022).

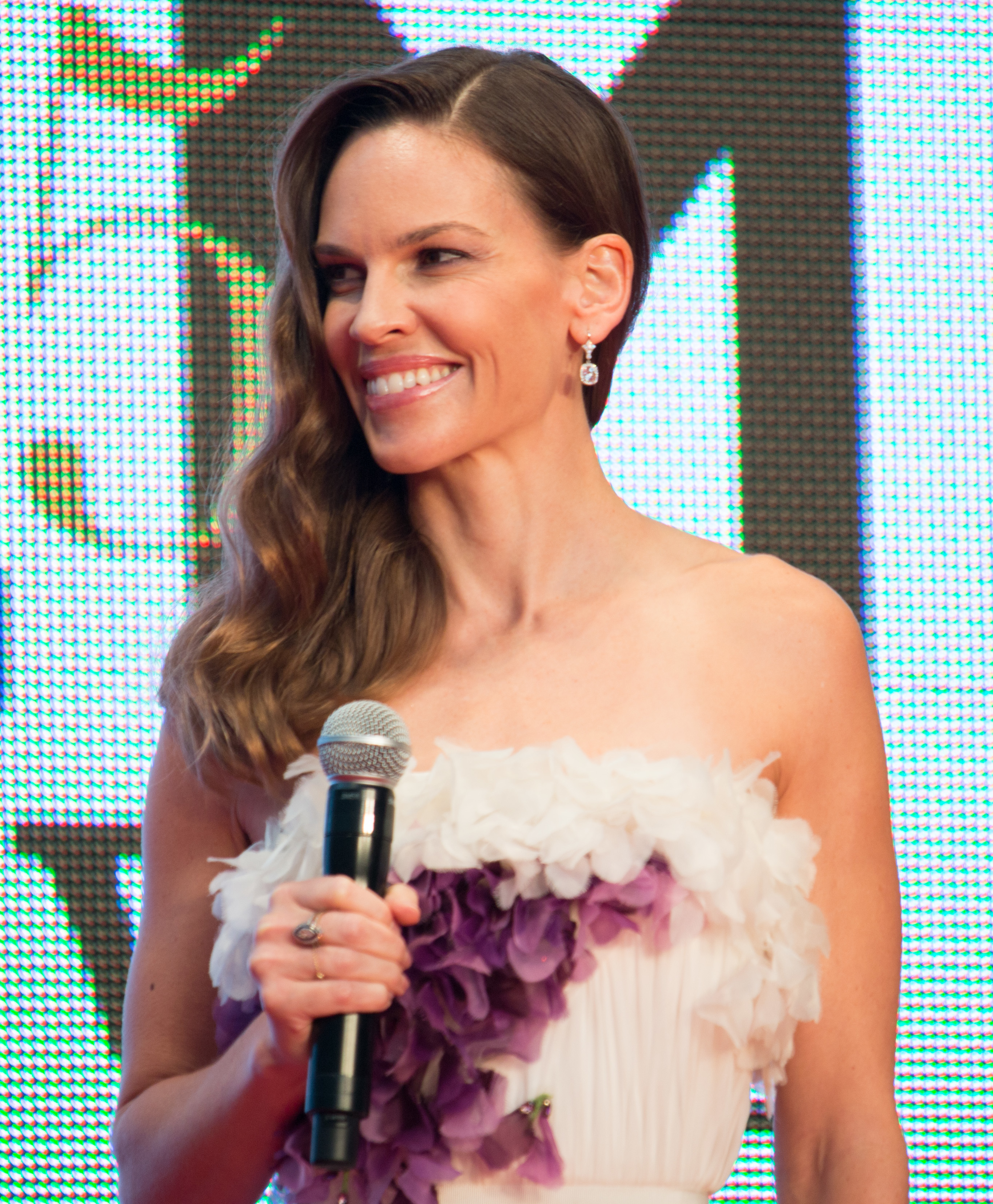
Hilary Swank ganhou duas vezes por Boys Don't Cry (1999) e Million Dollar Baby (2004).

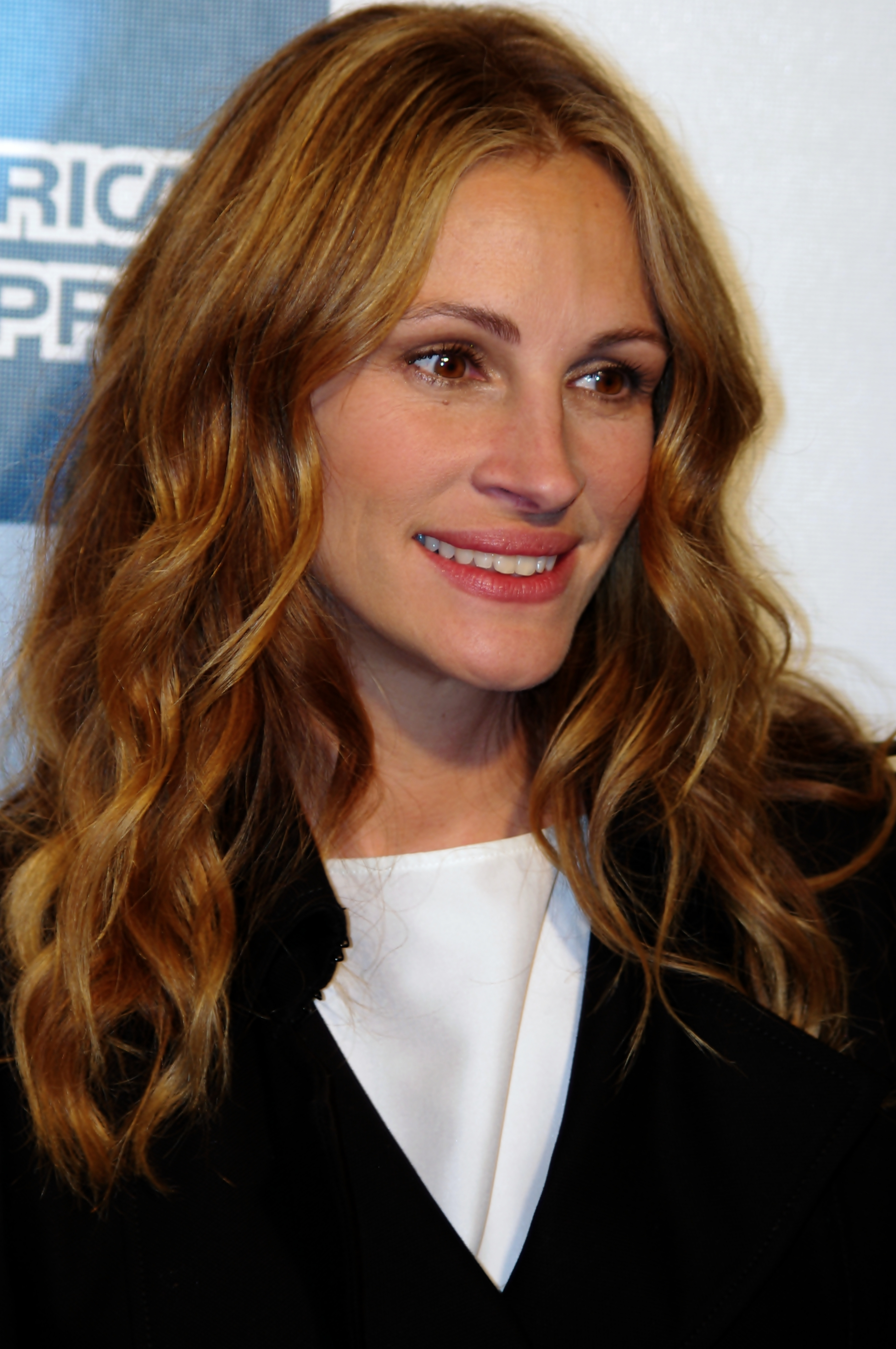
Julia Roberts ganhou por Erin Brockovich (2000).

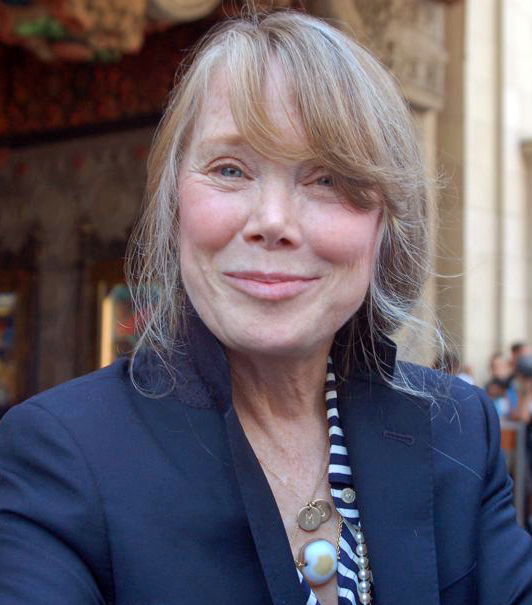
Sissy Spacek venceu por In the Bedroom (2001).

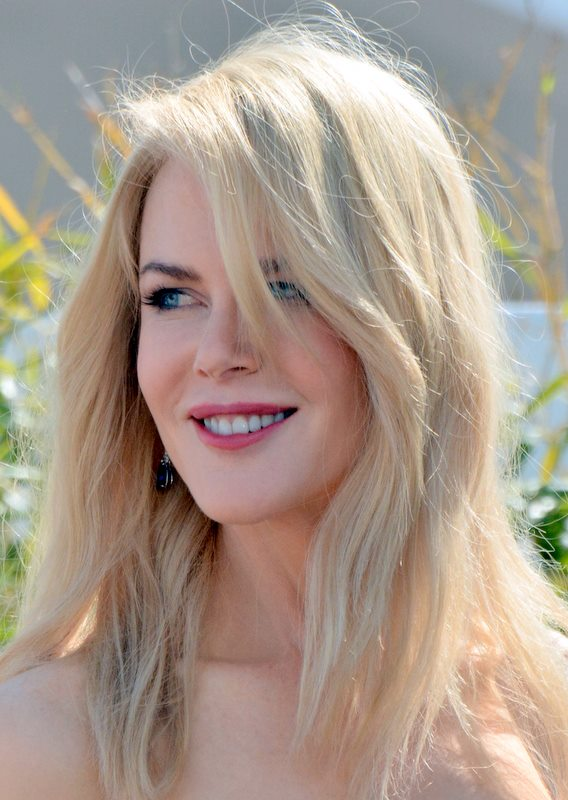
Nicole Kidman ganhou duas vezes por The Hours (2002) e Being the Ricardos (2021).

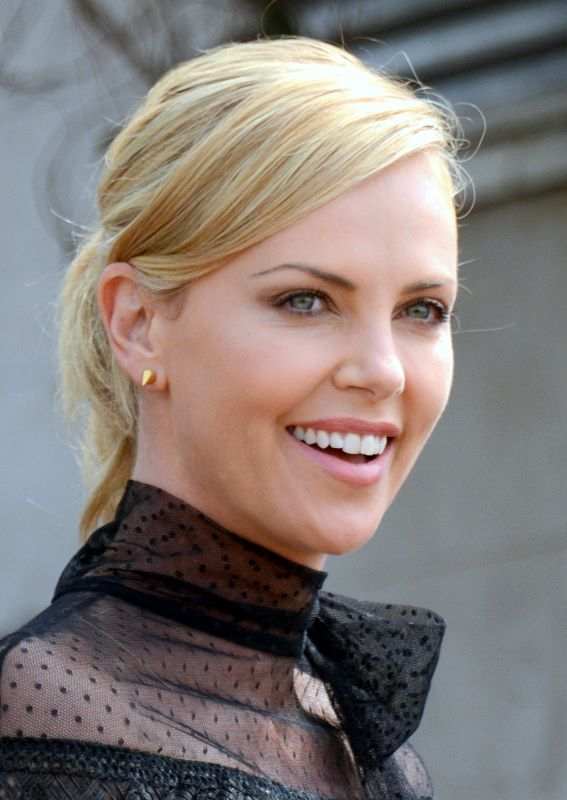
Charlize Theron ganhou por Monster (2003).

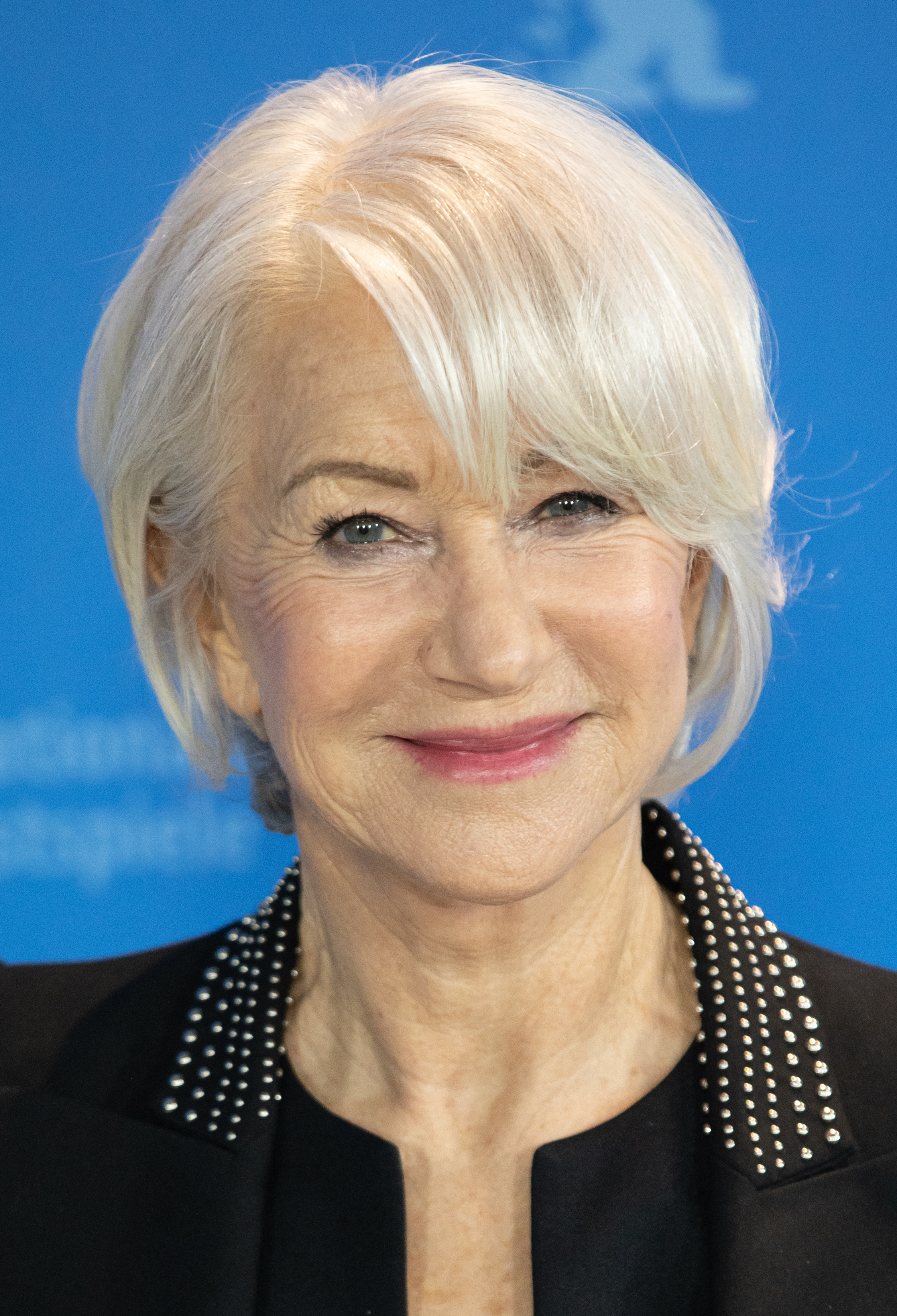
Helen Mirren ganhou por The Queen (2006).

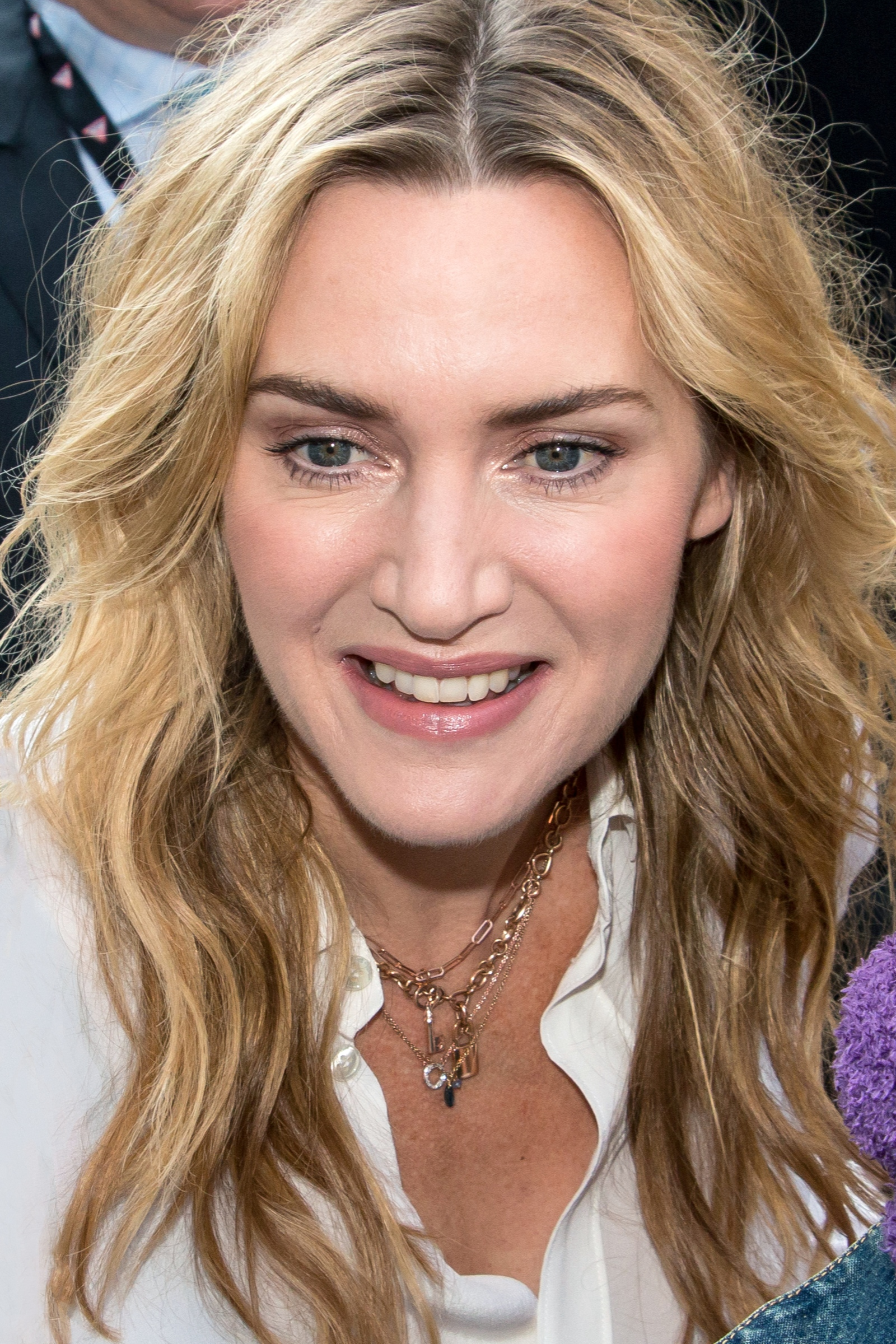
Kate Winslet venceu por Revolutionary Road (2008).

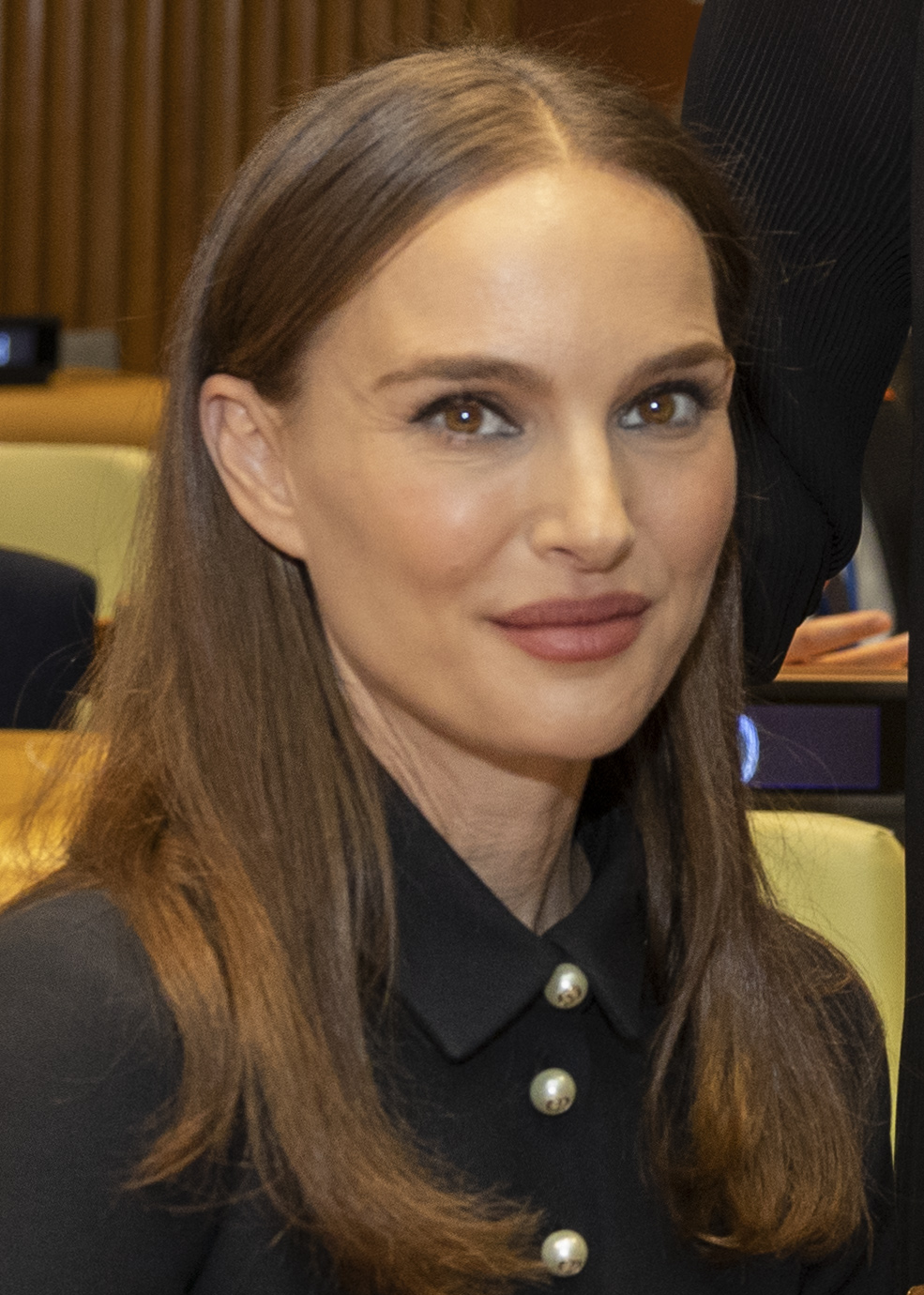
Natalie Portman venceu por Black Swan (2010).

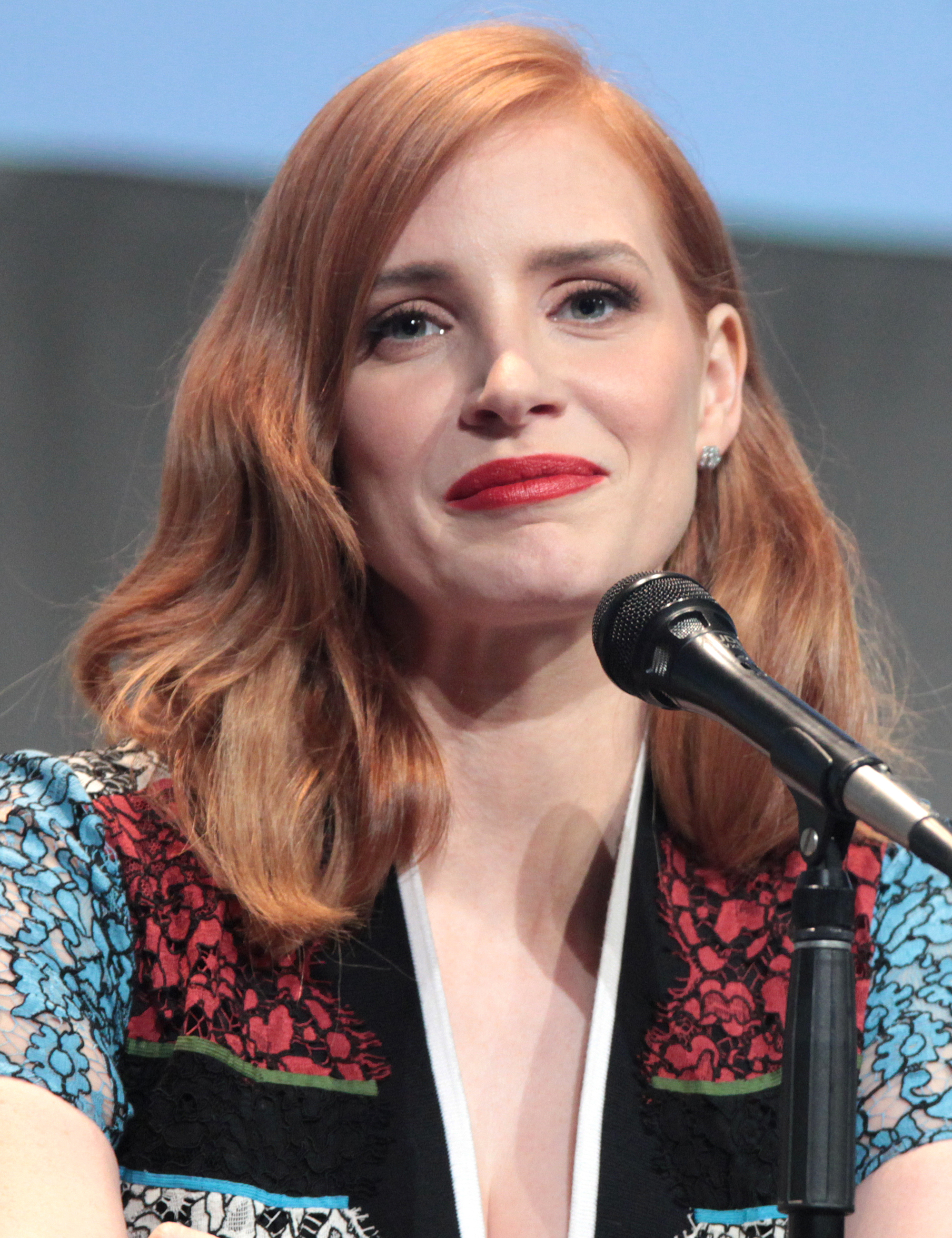
Jessica Chastain venceu por Zero Dark Thirty (2012).

Julianne Moore venceu por Still Alice (2014).

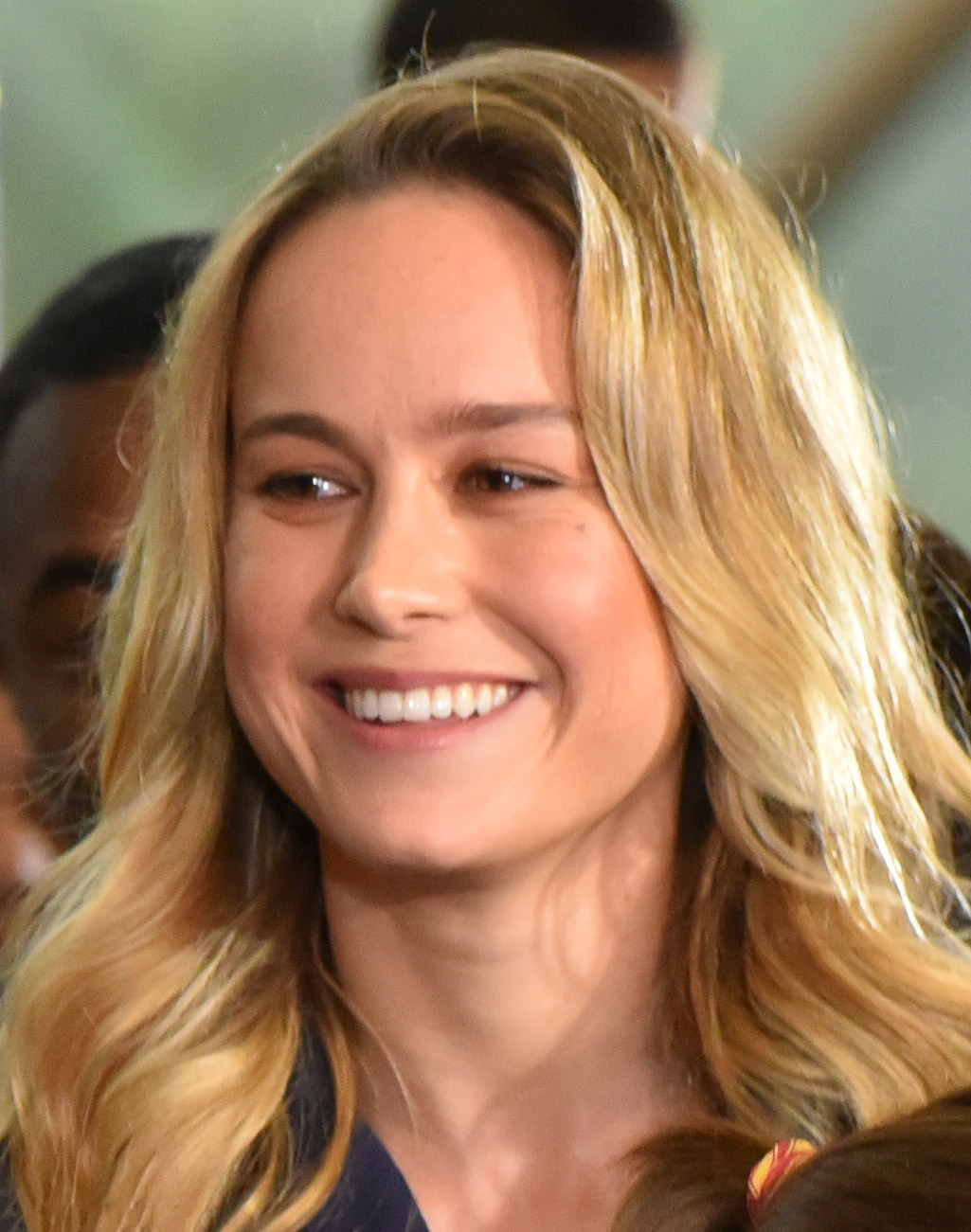
Brie Larson venceu por Room (2015).

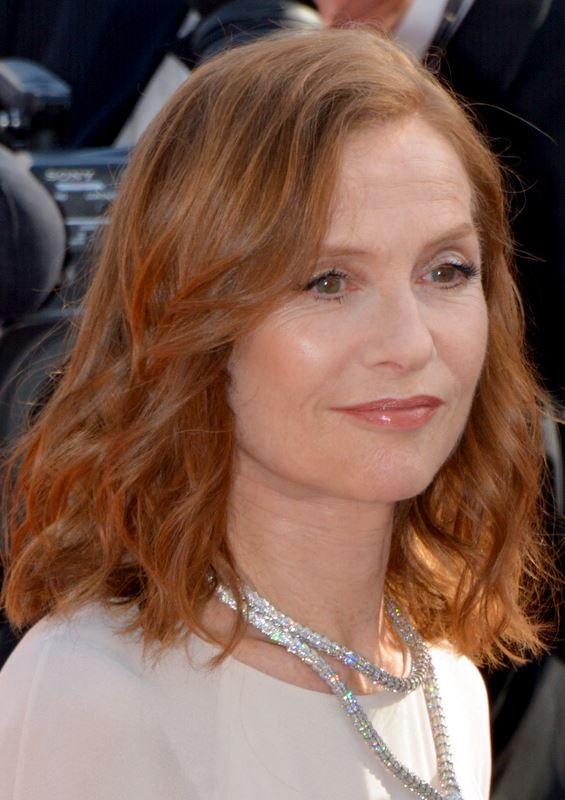
Isabelle Huppert venceu por Elle (2016).

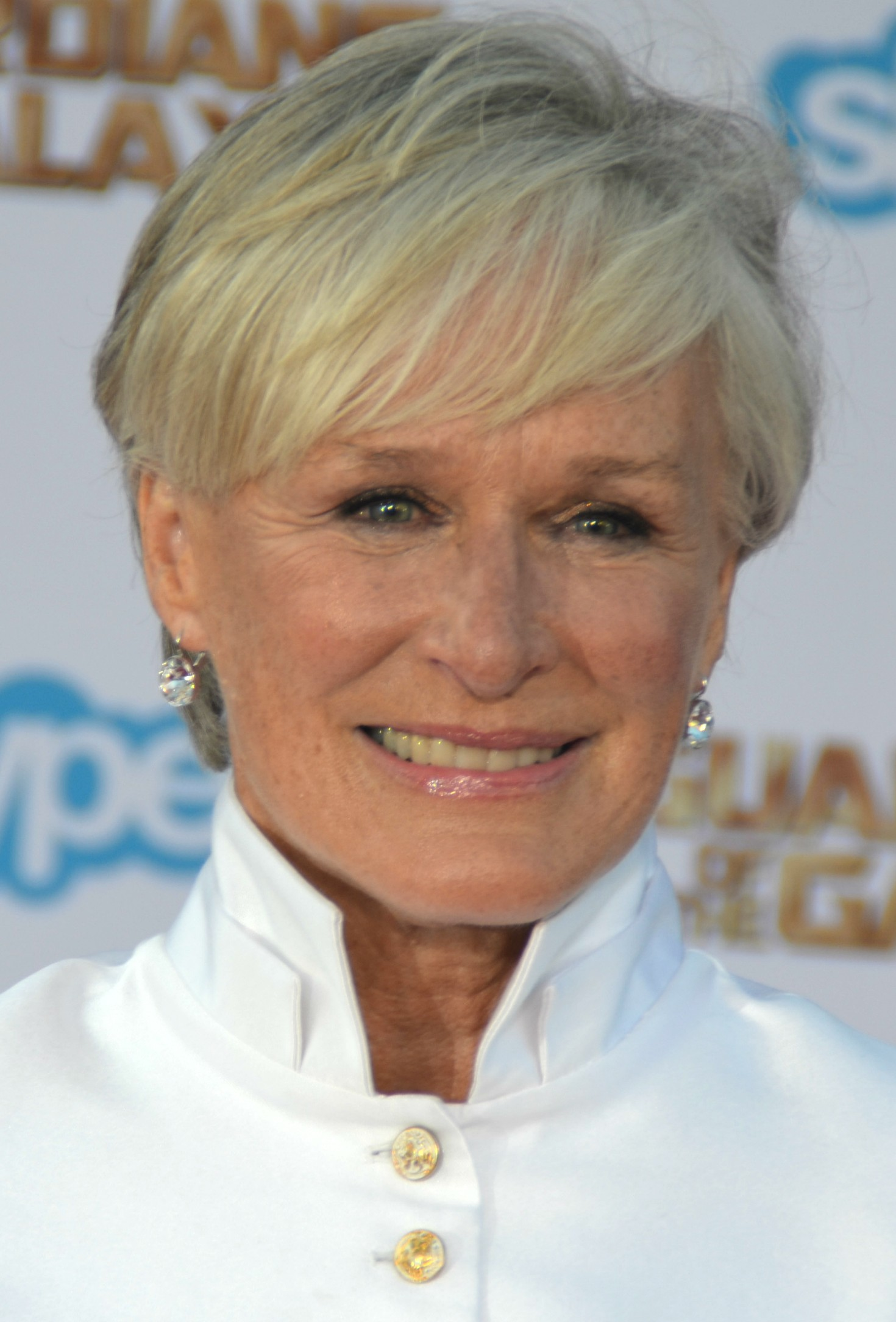
Glenn Close venceu por The Wife (2017).

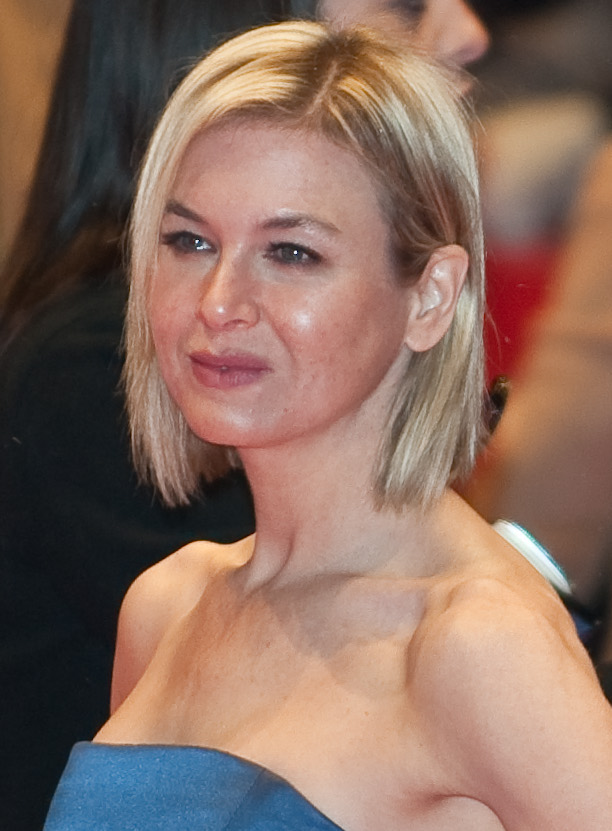
Renée Zellweger venceu por Judy (2019).

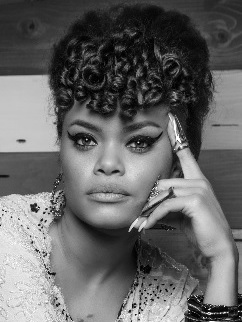
Andra Day venceu por The United States vs. Billie Holiday (2020).

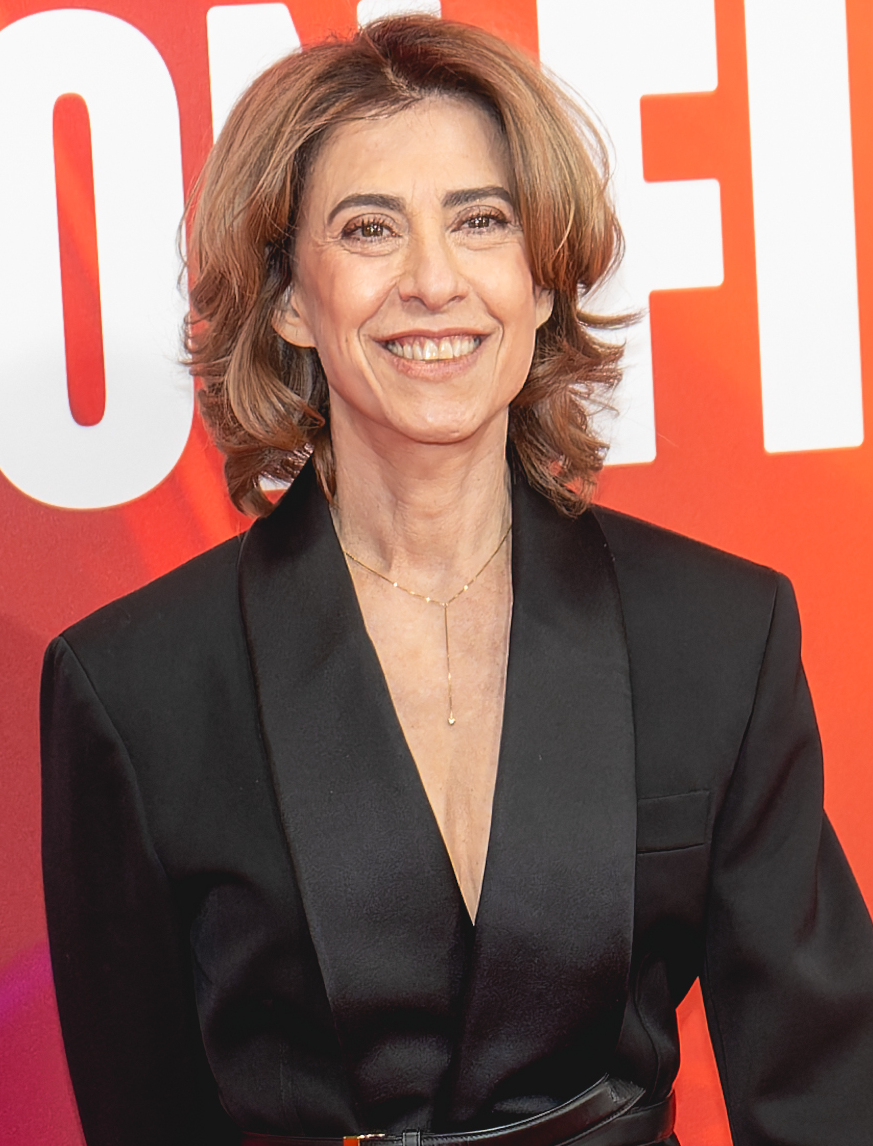
Fernanda Torres venceu por Ainda Estou Aqui (2024), tornando-se a primeira atriz brasileira e a primeira latina a vencer um Globo de Ouro.

- "†" indica um Óscar pelo mesmo trabalho.
- "‡" indica uma nomeação ao Óscar pelo mesmo trabalho.
- "§" indica uma nomeação ao Globo de Ouro que não recebeu para o Óscar.

### Anos 1940
| Ano  | Atriz                 | Personagem           | Filme                    |
| ---- | --------------------- | -------------------- | ------------------------ |
| 1943 | Jennifer Jones †      | Bernadette Soubirous | The Song of Bernadette   |
| 1944 | Ingrid Bergman †      | Paula Alquist Anton  | Gaslight                 |
| 1945 | Ingrid Bergman ‡      | Irmã Mary Benedict   | The Bells of St. Mary's  |
| 1946 | Rosalind Russell ‡    | Irmã Elizabeth Kenny | Sister Kenny             |
| 1947 | Rosalind Russell ‡    | Lavinia Mannon       | Mourning Becomes Electra |
| 1948 | Jane Wyman †          | Belinda MacDonald    | Johnny Belinda           |
| 1949 | Olivia de Havilland † | Catherine Sloper     | The Heiress              |
| 1949 | Deborah Kerr          | Evelyn Boult         | Edward, My Son           |

### Anos 1950
| Ano  | Atriz               | Personagem                       | Filme                          |
| ---- | ------------------- | -------------------------------- | ------------------------------ |
| 1950 | Gloria Swanson ‡    | Norma Desmond                    | Sunset Boulevard               |
| 1950 | Bette Davis ‡       | Margo Channing                   | All About Eve                  |
| 1950 | Judy Holliday †     | Billie Dawn                      | Born Yesterday                 |
| 1951 | Jane Wyman ‡        | LouLou Mason                     | The Blue Veil                  |
| 1951 | Vivien Leigh †      | Blanche DuBois                   | A Streetcar Named Desire       |
| 1951 | Shelley Winters ‡   | Alice Tripp                      | A Place in the Sun             |
| 1952 | Shirley Booth †     | Lola Delaney                     | Come Back, Little Sheba        |
| 1952 | Joan Crawford ‡     | Myra Hudson                      | Sudden Fear                    |
| 1952 | Olivia de Havilland | Rachel Sangalletti Ashley        | My Cousin Rachel               |
| 1953 | Audrey Hepburn †    | Princesa Ann / Anya Smith        | Roman Holiday                  |
| 1954 | Grace Kelly †       | Georgie Elgin                    | The Country Girl               |
| 1955 | Anna Magnani †      | Serafina Delle Rose              | The Rose Tattoo                |
| 1956 | Ingrid Bergman †    | Anna Koreff / Princesa Anastasia | Anastasia                      |
| 1956 | Carroll Baker ‡     | Baby Doll Meighan                | Baby Doll                      |
| 1956 | Helen Hayes         | Imperatriz Maria Feodorovna      | Anastasia                      |
| 1956 | Audrey Hepburn      | Natasha Rostova                  | War and Peace                  |
| 1956 | Katharine Hepburn ‡ | Lizzie Curry                     | The Rainmaker                  |
| 1957 | Joanne Woodward †   | Eve White / Eve Black / Jane     | The Three Faces of Eve         |
| 1957 | Marlene Dietrich    | Christine Vole / Helm            | Witness for the Prosecution    |
| 1957 | Deborah Kerr ‡      | Irmã Angela                      | Heaven Knows, Mr. Allison      |
| 1957 | Anna Magnani ‡      | Gioia                            | Wild is the Wind               |
| 1957 | Eva Marie Saint     | Celia Pope                       | A Hatful of Rain               |
| 1958 | Susan Hayward †     | Barbara Graham                   | I Want to Live!                |
| 1958 | Ingrid Bergman      | Gladys Aylward                   | The Inn of the Sixth Happiness |
| 1958 | Deborah Kerr ‡      | Sibyl Railton-Bell               | Separate Tables                |
| 1958 | Shirley MacLaine ‡  | Ginny Moorehead                  | Some Came Running              |
| 1958 | Jean Simmons        | Charlotte Bronn                  | Home Before Dark               |
| 1959 | Elizabeth Taylor ‡  | Catherine Holly                  | Suddenly, Last Summer          |
| 1959 | Audrey Hepburn ‡    | Irmã Luke                        | The Nun's Story                |
| 1959 | Katharine Hepburn ‡ | Violet Venable                   | Suddenly, Last Summer          |
| 1959 | Lee Remick          | Laura Manion                     | Anatomy of a Murder            |
| 1959 | Simone Signoret †   | Alice Aisgill                    | Room at the Top                |

### Anos 1960
| Ano  | Atriz                                                        | Personagem              | Filme                                 |
| ---- | ------------------------------------------------------------ | ----------------------- | ------------------------------------- |
| 1960 | Greer Garson ‡                                               | Eleanor Roosevelt       | Sunrise at Campobello                 |
| 1960 | Doris Day                                                    | Kit Preston             | Midnight Lace                         |
| 1960 | Nancy Kwan                                                   | Suzie Wong              | The World of Suzie Wong               |
| 1960 | Jean Simmons                                                 | Sharon Falconer         | Elmer Gantry                          |
| 1960 | Elizabeth Taylor †                                           | Gloria Wandrous         | Butterfield 8                         |
| 1961 | Geraldine Page ‡                                             | Alma Winemiller         | Summer and Smoke                      |
| 1961 | Leslie Caron                                                 | Fanny                   | Fanny                                 |
| 1961 | Shirley MacLaine                                             | Martha Dobie            | The Children's Hour                   |
| 1961 | Claudia McNeil                                               | Lena Younger            | A Raisin in the Sun                   |
| 1961 | Natalie Wood ‡                                               | Deanie Loomis           | Splendor in the Grass                 |
| 1962 | Geraldine Page ‡                                             | Alexandra Del Lago      | Sweet Bird of Youth                   |
| 1962 | Anne Bancroft †                                              | Annie Sullivan          | The Miracle Worker                    |
| 1962 | Bette Davis ‡                                                | Jane Hudson             | What Ever Happened to Baby Jane?      |
| 1962 | Katharine Hepburn ‡                                          | Mary Tyrone             | Long Day's Journey Into Night         |
| 1962 | Glynis Johns                                                 | Teresa Harnish          | The Chapman Report                    |
| 1962 | Melina Mercouri                                              | Phaedra                 | Phaedra                               |
| 1962 | Lee Remick ‡                                                 | Kirsten Arnesen Clay    | Days of Wine and Roses                |
| 1962 | Susan Strasberg                                              | Rosanna                 | Hemingway's Adventures of a Young Man |
| 1962 | Shelley Winters                                              | Charlotte Haze-Humbert  | Lolita                                |
| 1962 | Susannah York                                                | Cecily Koertner         | Freud                                 |
| 1963 | Leslie Caron ‡                                               | Jane Fosset             | The L-Shaped Room                     |
| 1963 | Polly Bergen                                                 | Lorna Medford           | The Caretakers                        |
| 1963 | Geraldine Page                                               | Carrie Berniers         | Toys in the Attic                     |
| 1963 | Rachel Roberts ‡                                             | Margaret Hammond        | This Sporting Life                    |
| 1963 | Romy Schneider                                               | Annemarie von Hartman   | The Cardinal                          |
| 1963 | Alida Valli                                                  | La Italiana             | The Paper Man                         |
| 1963 | Marina Vlady                                                 | Regina                  | The Conjugal Bed                      |
| 1963 | Natalie Wood ‡                                               | Angie Rossini           | Love with the Proper Stranger         |
| 1964 | Anne Bancroft ‡                                              | Jo Armitage             | The Pumpkin Eater                     |
| 1964 | Ava Gardner                                                  | Maxine Faulk            | The Night of the Iguana               |
| 1964 | Rita Hayworth                                                | Lili Alfredo            | Circus World                          |
| 1964 | Geraldine Page                                               | Evie Jackson            | Dear Heart                            |
| 1964 | Jean Seberg                                                  | Lilith Arthur           | Lilith                                |
| 1965 | Samantha Eggar ‡                                             | Miranda Grey            | The Collector                         |
| 1965 | Julie Christie †                                             | Diana Scott             | Darling                               |
| 1965 | Elizabeth Hartmann ‡                                         | Selina D'Arcey          | A Patch of Blue                       |
| 1965 | Simone Signoret ‡                                            | La Condesa              | Ship of Fools                         |
| 1965 | Maggie Smith ‡ Indicada ao Oscar de Melhor Atriz Coadjuvante | Desdemona               | Othello                               |
| 1966 | Anouk Aimée ‡                                                | Anne Gauthier           | Un homme et une femme                 |
| 1966 | Ida Kaminska ‡                                               | Rozalie Lautmann        | Obchod na Korze                       |
| 1966 | Virginia McKenna                                             | Joy                     | Born Free                             |
| 1966 | Elizabeth Taylor †                                           | Martha                  | Who's Afraid of Virginia Woolf?       |
| 1966 | Natalie Wood                                                 | Alva Starr              | This Property Is Condemned            |
| 1967 | Edith Evans ‡                                                | Maggie Ross             | The Whisperers                        |
| 1967 | Faye Dunaway ‡                                               | Bonnie Parker           | Bonnie and Clyde                      |
| 1967 | Audrey Hepburn ‡                                             | Susy Hendrix            | Wait Until Dark                       |
| 1967 | Katharine Hepburn †                                          | Christina Drayton       | Guess Who's Coming to Dinner          |
| 1967 | Anne Heywood                                                 | Ellen March             | The Fox                               |
| 1968 | Joanne Woodward ‡                                            | Rachel Cameron          | Rachel, Rachel                        |
| 1968 | Mia Farrow                                                   | Rosemary Woodhouse      | Rosemary's Baby                       |
| 1968 | Katharine Hepburn †                                          | Leonor da Aquitânia     | The Lion in Winter                    |
| 1968 | Vanessa Redgrave ‡                                           | Isadora Duncan          | Isadora                               |
| 1968 | Beryl Reid                                                   | June "George" Buckridge | The Killing of Sister George          |
| 1969 | Geneviève Bujold ‡                                           | Ana Bolena              | Anne of the Thousand Days             |
| 1969 | Jane Fonda ‡                                                 | Gloria Beatty           | They Shoot Horses, Don't They?        |
| 1969 | Liza Minnelli ‡                                              | Pookie Adams            | The Sterile Cuckoo                    |
| 1969 | Jean Simmons ‡                                               | Mary Wilson             | The Happy Ending                      |
| 1969 | Maggie Smith †                                               | Jean Brodie             | The Prime of Miss Jean Brodie         |

### Anos 1970
| Ano  | Atriz              | Personagem                  | Filme                                                 |
| ---- | ------------------ | --------------------------- | ----------------------------------------------------- |
| 1970 | Ali MacGraw ‡      | Jennifer Cavalleri          | Love Story                                            |
| 1970 | Faye Dunaway       | Lou Andreas Sand            | Puzzle of a Downfall Child                            |
| 1970 | Glenda Jackson †   | Gudrun Brangwen             | Women in Love                                         |
| 1970 | Melina Mercouri    | Nina Kacew                  | Promise at Dawn                                       |
| 1970 | Sarah Miles ‡      | Rosy Ryan                   | Ryan's Daughter                                       |
| 1971 | Jane Fonda †       | Bree Daniels                | Klute                                                 |
| 1971 | Dyan Cannon        | Julie Messinger             | Such Good Friends                                     |
| 1971 | Glenda Jackson ‡   | Alex Greville               | Sunday Bloody Sunday                                  |
| 1971 | Vanessa Redgrave ‡ | Maria, Rainha dos Escoceses | Mary, Queen of Scots                                  |
| 1971 | Jessica Walter     | Evelyn Draper               | Play Misty for Me                                     |
| 1972 | Liv Ullmann ‡      | Kristina                    | The Emigrants                                         |
| 1972 | Diana Ross ‡       | Billie Holiday              | Lady Sings the Blues                                  |
| 1972 | Cicely Tyson ‡     | Rebecca Morgan              | Sounder                                               |
| 1972 | Trish Van Devere   | Amy Brower                  | One Is a Lonely Number                                |
| 1972 | Tuesday Weld       | Maria Wyeth                 | Play It as It Lays                                    |
| 1972 | Joanne Woodward    | Beatrice Hunsdorfer         | The Effect of Gamma Rays on Man-in-the-Moon Marigolds |
| 1973 | Marsha Mason ‡     | Maggie Paul                 | Cinderella Liberty                                    |
| 1973 | Ellen Burstyn ‡    | Chris MacNeil               | The Exorcist                                          |
| 1973 | Barbra Streisand ‡ | Kate Morosky                | The Way We Were                                       |
| 1973 | Elizabeth Taylor   | Barbara Sawyer              | Ash Wednesday                                         |
| 1973 | Joanne Woodward ‡  | Rita Walden                 | Summer Wishes, Winter Dreams                          |
| 1974 | Gena Rowlands ‡    | Mabel Longhetti             | A Woman Under the Influence                           |
| 1974 | Ellen Burstyn †    | Alice Hyatt                 | Alice Doesn't Live Here Anymore                       |
| 1974 | Faye Dunaway ‡     | Evelyn Cross Mulwray        | Chinatown                                             |
| 1974 | Valerie Perrine ‡  | Honey Bruce                 | Lenny                                                 |
| 1974 | Liv Ullmann        | Marianne                    | Scener ur ett äktenskap (Scenes From a Marriage)      |
| 1975 | Louise Fletcher †  | Enfermeira Mildred Ratched  | One Flew Over the Cuckoo's Nest                       |
| 1975 | Karen Black        | Faye Greener                | The Day of the Locust                                 |
| 1975 | Faye Dunaway       | Kathy Hale                  | Three Days of the Condor                              |
| 1975 | Marilyn Hassett    | Jill Kinmont                | The Other Side of the Mountain                        |
| 1975 | Glenda Jackson ‡   | Hedda Gabler                | Hedda                                                 |
| 1976 | Faye Dunaway †     | Diana Christensen           | Network                                               |
| 1976 | Glenda Jackson     | Sarah Bernhardt             | The Incredible Sarah                                  |
| 1976 | Sissy Spacek       | Carrie White                | Carrie                                                |
| 1976 | Talia Shire ‡      | Adrian Pennino              | Rocky                                                 |
| 1976 | Liv Ullmann ‡      | Dra. Jenny Isaksson         | Ansikte mot ansikte                                   |
| 1977 | Jane Fonda ‡       | Lillian Hellman             | Julia                                                 |
| 1977 | Anne Bancroft ‡    | Emma Jacklin                | The Turning Point                                     |
| 1977 | Diane Keaton       | Theresa Dunn                | Looking for Mr. Goodbar                               |
| 1977 | Kathleen Quinlan   | Deborah Blake               | I Never Promised You a Rose Garden                    |
| 1977 | Gena Rowlands      | Myrtle Gordon               | Opening Night                                         |
| 1978 | Jane Fonda †       | Sally Hyde                  | Coming Home                                           |
| 1978 | Ingrid Bergman ‡   | Charlotte Andergast         | Autumn Sonata                                         |
| 1978 | Jill Clayburgh ‡   | Erica                       | An Unmarried Woman                                    |
| 1978 | Glenda Jackson     | Stevie Smith                | Stevie                                                |
| 1978 | Geraldine Page ‡   | Eve                         | Interiors                                             |
| 1979 | Sally Field †      | Norma Rae Webster           | Norma Rae                                             |
| 1979 | Jill Clayburgh     | Caterina Silveri            | La Luna                                               |
| 1979 | Lisa Eichhorn      | Jean Moreton                | Yanks                                                 |
| 1979 | Jane Fonda ‡       | Kimberly Wells              | The China Syndrome                                    |
| 1979 | Marsha Mason       | Dra. Alexandra Kendall      | Promises in the Dark                                  |

### Anos 1980
| Ano  | Atriz               | Personagem                    | Filme                         |
| ---- | ------------------- | ----------------------------- | ----------------------------- |
| 1980 | Mary Tyler Moore ‡  | Beth Jarrett                  | Ordinary People               |
| 1980 | Ellen Burstyn ‡     | Edna Mae McCauley             | Resurrection                  |
| 1980 | Nastassja Kinski    | Tess Durbeyfield              | Tess                          |
| 1980 | Deborah Raffin      | Lena Canada                   | Touched by Love               |
| 1980 | Gena Rowlands ‡     | Gloria Swenson                | Gloria                        |
| 1981 | Meryl Streep ‡      | Sarah/Anna                    | The French Lieutenant's Woman |
| 1981 | Sally Field         | Megan Carter                  | Absence of Malice             |
| 1981 | Katharine Hepburn † | Ethel Thayer                  | On Golden Pond                |
| 1981 | Diane Keaton ‡      | Louise Bryant                 | Reds                          |
| 1981 | Sissy Spacek        | Nita Longley                  | Raggedy Man                   |
| 1982 | Meryl Streep †      | Sophie Zawistowska            | Sophie's Choice               |
| 1982 | Diane Keaton        | Faith Dunlap                  | Shoot the Moon                |
| 1982 | Jessica Lange ‡     | Frances Farmer                | Frances                       |
| 1982 | Sissy Spacek ‡      | Beth Horman                   | Missing                       |
| 1982 | Debra Winger ‡      | Paul Pokrifki                 | An Officer and a Gentleman    |
| 1983 | Shirley MacLaine †  | Aurora Greenway               | Terms of Endearment           |
| 1983 | Jane Alexander ‡    | Carol Amen                    | Testament                     |
| 1983 | Bonnie Bedelia      | Shirley Roque                 | Heart Like a Wheel            |
| 1983 | Meryl Streep ‡      | Karen Silkwood                | Silkwood                      |
| 1983 | Debra Winger ‡      | Emma Greenway Horton          | Terms of Endearment           |
| 1984 | Sally Field †       | Edna Spalding                 | Places in the Heart           |
| 1984 | Diane Keaton        | Kate Soffel                   | Mrs. Soffel                   |
| 1984 | Jessica Lange ‡     | Jewell Ivy                    | Country                       |
| 1984 | Vanessa Redgrave ‡  | Olive Chancellor              | The Bostonians                |
| 1984 | Sissy Spacek ‡      | Mae Garvey                    | The River                     |
| 1985 | Whoopi Goldberg ‡   | Celie Johnson                 | The Color Purple              |
| 1985 | Anne Bancroft ‡     | Miriam Ruth                   | Agnes de Deus                 |
| 1985 | Cher                | Florence "Rusty" Dennis       | Mask                          |
| 1985 | Geraldine Page †    | Carrie Watts                  | The Trip to Bountiful         |
| 1985 | Meryl Streep ‡      | Karen Blixen                  | Out of Africa                 |
| 1986 | Marlee Matlin †     | Sarah Norman                  | Children of a Lesser God      |
| 1986 | Julie Andrews       | Stephanie Anderson            | Duet for One                  |
| 1986 | Anne Bancroft       | Thelma Cates                  | 'night, Mother                |
| 1986 | Farrah Fawcett      | Marjorie                      | Extremities                   |
| 1986 | Sigourney Weaver ‡  | Ellen Ripley                  | Aliens                        |
| 1987 | Sally Kirkland ‡    | Anna                          | Anna                          |
| 1987 | Rachel Levin        | Gaby                          | Gaby: A True Story            |
| 1987 | Glenn Close ‡       | Alex Forrest                  | Fatal Attraction              |
| 1987 | Faye Dunaway        | Wanda Wilcox                  | Barfly                        |
| 1987 | Barbra Streisand    | Claudia Draper                | Nuts                          |
| 1988 | Jodie Foster †      | Sarah Tobias                  | The Accused                   |
| 1988 | Shirley MacLaine §  | Yuvline Sousatzka             | Madame Sousatzka              |
| 1988 | Sigourney Weaver ‡  | Dian Fossey                   | Gorillas in the Mist          |
| 1988 | Christine Lahti     | Annie Pope / Cynthia Manfield | Running on Empty              |
| 1988 | Meryl Streep ‡      | Lindy Chamberlain             | A Cry in the Dark             |
| 1989 | Michelle Pfeiffer ‡ | Susie Diamond                 | The Fabulous Baker Boys       |
| 1989 | Sally Field         | M'Lynn Eatenton               | Steel Magnolias               |
| 1989 | Jessica Lange ‡     | Ann Talbot                    | Music Box                     |
| 1989 | Andie MacDowell     | Ann Bishop Mullany            | Sex, Lies and Videotape       |
| 1989 | Liv Ullmann         | Gabriele                      | The Rose Garden               |

### Anos 1990
| Ano  | Atriz                  | Personagem                       | Filme                                     |
| ---- | ---------------------- | -------------------------------- | ----------------------------------------- |
| 1990 | Kathy Bates †          | Annie Wilkes                     | Misery                                    |
| 1990 | Anjelica Huston ‡      | Lilly Dillon                     | The Grifters                              |
| 1990 | Michelle Pfeiffer      | Katya Orlova                     | The Russia House                          |
| 1990 | Susan Sarandon         | Nora Baker                       | White Palace                              |
| 1990 | Joanne Woodward ‡      | India Bridge                     | Mr. & Mrs. Bridge                         |
| 1991 | Jodie Foster †         | Clarice Starling                 | The Silence of the Lambs                  |
| 1991 | Annette Bening         | Virginia Hill                    | Bugsy                                     |
| 1991 | Geena Davis ‡          | Thelma Yvonne Dickinson          | Thelma & Louise                           |
| 1991 | Laura Dern ‡           | Rose                             | Rambling Rose                             |
| 1991 | Susan Sarandon ‡       | Louise Elizabeth Sawyer          | Thelma & Louise                           |
| 1992 | Emma Thompson †        | Margaret Schlegel                | Howards End                               |
| 1992 | Mary McDonnell ‡       | May-Alice Culhane                | Passion Fish                              |
| 1992 | Michelle Pfeiffer ‡    | Lurene Hallett                   | Love Field                                |
| 1992 | Susan Sarandon ‡       | Michaela Odone                   | Lorenzo's Oil                             |
| 1992 | Sharon Stone           | Catherine Tramell                | Basic Instinct                            |
| 1993 | Holly Hunter †         | Ada McGrath                      | The Piano                                 |
| 1993 | Juliette Binoche       | Julie de Courcy                  | Trois couleurs: Bleu (Three Colors: Blue) |
| 1993 | Michelle Pfeiffer      | Ellen Olenska                    | The Age of Innocence                      |
| 1993 | Emma Thompson ‡        | Sally Kenton                     | The Remains of the Day                    |
| 1993 | Debra Winger           | Martha Horgan                    | A Dangerous Woman                         |
| 1994 | Jessica Lange †        | Carly Marshall                   | Blue Sky                                  |
| 1994 | Jodie Foster ‡         | Nell Kellty                      | Nell                                      |
| 1994 | Jennifer Jason Leigh   | Dorothy Parker                   | Mrs. Parker and the Vicious Circle        |
| 1994 | Miranda Richardson ‡   | Vivienne Haigh-Wood              | Tom & Viv                                 |
| 1994 | Meryl Streep           | Gail Hartman                     | The River Wild                            |
| 1995 | Sharon Stone ‡         | Ginger McKenna                   | Casino                                    |
| 1995 | Susan Sarandon †       | Helen Prejean                    | Dead Man Walking                          |
| 1995 | Elisabeth Shue ‡       | Sera                             | Leaving Las Vegas                         |
| 1995 | Meryl Streep ‡         | Francesca Johnson                | The Bridges of Madison County             |
| 1995 | Emma Thompson ‡        | Elinor Dashwood                  | Sense and Sensibility                     |
| 1996 | Brenda Blethyn ‡       | Cynthia Rose Purley              | Secrets & Lies                            |
| 1996 | Courtney Love          | Althea Flynt                     | The People vs. Larry Flynt                |
| 1996 | Kristin Scott Thomas ‡ | Katharine Clifton                | The English Patient                       |
| 1996 | Meryl Streep           | Lee                              | Marvin's Room                             |
| 1996 | Emily Watson ‡         | Bess McNeill                     | Breaking the Waves                        |
| 1997 | Judi Dench ‡           | Rainha Victoria do Reino Unido   | Mrs Brown                                 |
| 1997 | Helena Bonham Carter ‡ | Kate Croy                        | The Wings of the Dove                     |
| 1997 | Jodie Foster           | Eleanor Arroway                  | Contact                                   |
| 1997 | Jessica Lange          | Ginny Cook Smith                 | A Thousand Acres                          |
| 1997 | Kate Winslet ‡         | Rose DeWitt Bukater              | Titanic                                   |
| 1998 | Cate Blanchett ‡       | Rainha Elizabeth I da Inglaterra | Elizabeth                                 |
| 1998 | Fernanda Montenegro ‡  | Isadora "Dora" Teixeira          | Central do Brasil                         |
| 1998 | Susan Sarandon         | Jackie Harrison                  | Stepmom                                   |
| 1998 | Meryl Streep ‡         | Kate Gulden                      | One True Thing                            |
| 1998 | Emily Watson ‡         | Jacqueline du Pré                | Hilary and Jackie                         |
| 1999 | Hilary Swank †         | Brandon Teena                    | Boys Don't Cry                            |
| 1999 | Annette Bening ‡       | Carolyn Burnham                  | American Beauty                           |
| 1999 | Julianne Moore ‡       | Sarah Myles                      | The End of the Affair                     |
| 1999 | Meryl Streep ‡         | Roberta Guaspari                 | Music of the Heart                        |
| 1999 | Sigourney Weaver       | Alice Goodwin                    | A Map of the World                        |

### Anos 2000
| Ano  | Atriz                | Personagem                          | Filme                                                   |
| ---- | -------------------- | ----------------------------------- | ------------------------------------------------------- |
| 2000 | Julia Roberts †      | Erin Brockovich                     | Erin Brockovich                                         |
| 2000 | Joan Allen ‡         | Laine Hanson                        | The Contender                                           |
| 2000 | Björk                | Selma Ježková                       | Danser i Mørket (Dancer in the Dark)                    |
| 2000 | Ellen Burstyn ‡      | Sara Goldfarb                       | Requiem for a Dream                                     |
| 2000 | Laura Linney ‡       | Samantha Prescott                   | You Can Count on Me                                     |
| 2001 | Sissy Spacek ‡       | Ruth Fowler                         | In the Bedroom                                          |
| 2001 | Halle Berry †        | Leticia Musgrove                    | Monster's Ball                                          |
| 2001 | Judi Dench ‡         | Iris Murdoch                        | Iris                                                    |
| 2001 | Nicole Kidman        | Grace Stewart                       | The Others                                              |
| 2001 | Tilda Swinton        | Margaret Hall                       | The Deep End                                            |
| 2002 | Nicole Kidman †      | Virginia Woolf                      | The Hours                                               |
| 2002 | Salma Hayek ‡        | Frida Kahlo                         | Frida                                                   |
| 2002 | Diane Lane ‡         | Connie Summer                       | Unfaithful                                              |
| 2002 | Julianne Moore ‡     | Cathy Whitaker                      | Far from Heaven                                         |
| 2002 | Meryl Streep         | Clarissa Vaughan                    | The Hours                                               |
| 2003 | Charlize Theron †    | Aileen Wuornos                      | Monster                                                 |
| 2003 | Cate Blanchett       | Veronica Guerin                     | Veronica Guerin                                         |
| 2003 | Scarlett Johansson   | Griet                               | Girl with a Pearl Earring                               |
| 2003 | Nicole Kidman        | Ada Monroe                          | Cold Mountain                                           |
| 2003 | Uma Thurman          | Beatrix Kiddo / A Noiva             | Kill Bill (Volume 1)                                    |
| 2003 | Evan Rachel Wood     | Tracy Freeland                      | Thirteen                                                |
| 2004 | Hilary Swank †       | Maggie Fitzgerald                   | Million Dollar Baby                                     |
| 2004 | Scarlett Johansson   | Pursy Will                          | A Love Song for Bobby Long                              |
| 2004 | Nicole Kidman        | Anna                                | Birth                                                   |
| 2004 | Imelda Staunton ‡    | Vera Drake                          | Vera Drake                                              |
| 2004 | Uma Thurman          | Beatrix Kiddo / Mamba Negra / Noiva | Kill Bill (Volume 2)                                    |
| 2005 | Felicity Huffman ‡   | Bree Osbourne                       | Transamerica                                            |
| 2005 | Maria Bello          | Edie Stall                          | A History of Violence                                   |
| 2005 | Gwyneth Paltrow      | Catherine                           | Proof                                                   |
| 2005 | Charlize Theron ‡    | Josey Aimes                         | North Country                                           |
| 2005 | Ziyi Zhang           | Chiyo Sakamoto / Sayuri Nitta       | Memoirs of a Geisha                                     |
| 2006 | Helen Mirren †       | Rainha Elizabeth II do Reino Unido  | The Queen                                               |
| 2006 | Penélope Cruz ‡      | Raimunda                            | Volver                                                  |
| 2006 | Judi Dench ‡         | Barbara Covett                      | Notes on a Scandal                                      |
| 2006 | Maggie Gyllenhaal    | Sherry Swanson                      | Sherrybaby                                              |
| 2006 | Kate Winslet ‡       | Sarah Pierce                        | Little Children                                         |
| 2007 | Julie Christie ‡     | Fiona Anderson                      | Away from Her                                           |
| 2007 | Cate Blanchett ‡     | Rainha Elizabeth I da Inglaterra    | Elizabeth: The Golden Age                               |
| 2007 | Jodie Foster         | Erica Bain                          | The Brave One                                           |
| 2007 | Angelina Jolie       | Mariane Pearl                       | A Mighty Heart                                          |
| 2007 | Keira Knightley      | Cecilia Tallis                      | Atonement                                               |
| 2008 | Kate Winslet §       | April Wheeler                       | Revolutionary Road                                      |
| 2008 | Anne Hathaway ‡      | Kym                                 | Rachel Getting Married                                  |
| 2008 | Angelina Jolie ‡     | Christine Collins                   | Changeling                                              |
| 2008 | Kristin Scott Thomas | Juliette Fontaine                   | Il y a longtemps que je t'aime (I've Loved You So Long) |
| 2008 | Meryl Streep ‡       | Irmã Aloysius Beauvier              | Doubt                                                   |
| 2009 | Sandra Bullock †     | Leigh Anne Tuohy                    | The Blind Side                                          |
| 2009 | Emily Blunt          | Rainha Victoria do Reino Unido      | The Young Victoria                                      |
| 2009 | Helen Mirren ‡       | Sophia Tolstaya                     | The Last Station                                        |
| 2009 | Carey Mulligan ‡     | Jenny Miller                        | An Education                                            |
| 2009 | Gabourey Sidibe ‡    | Claireece "Precious" Jones          | Precious                                                |

### Anos 2010
| Ano  | Atriz                | Personagem                  | Filme                                     |
| ---- | -------------------- | --------------------------- | ----------------------------------------- |
| 2010 | Natalie Portman †    | Nina Sayers                 | Black Swan                                |
| 2010 | Halle Berry          | Frankie / Alice             | Frankie and Alice                         |
| 2010 | Nicole Kidman ‡      | Rebecca "Becca" Corbett     | Rabbit Hole                               |
| 2010 | Jennifer Lawrence ‡  | Ree Dolly                   | Winter's Bone                             |
| 2010 | Michelle Williams ‡  | Cynthia "Cindy" Hellers     | Blue Valentine                            |
| 2011 | Meryl Streep †       | Margaret Thatcher           | The Iron Lady                             |
| 2011 | Glenn Close ‡        | Albert Nobbs                | Albert Nobbs                              |
| 2011 | Viola Davis ‡        | Aibileen Clark              | The Help                                  |
| 2011 | Rooney Mara ‡        | Lisbeth Salander            | The Girl with the Dragon Tattoo           |
| 2011 | Tilda Swinton        | Eva Khatchadourian          | We Need to Talk About Kevin               |
| 2012 | Jessica Chastain ‡   | Maya                        | Zero Dark Thirty                          |
| 2012 | Marion Cotillard     | Stéphanie                   | De rouille et d'os                        |
| 2012 | Helen Mirren         | Alma Reville                | Hitchcock                                 |
| 2012 | Naomi Watts ‡        | Maria Bennett               | The Impossible                            |
| 2012 | Rachel Weisz         | Hester Collyer              | The Deep Blue Sea                         |
| 2013 | Cate Blanchett †     | Jeanette "Jasmine" Francis  | Blue Jasmine                              |
| 2013 | Sandra Bullock ‡     | Dra. Ryan Stone             | Gravity                                   |
| 2013 | Judi Dench ‡         | Philomena Lee               | Philomena                                 |
| 2013 | Emma Thompson        | P. L. Travers               | Saving Mr. Banks                          |
| 2013 | Kate Winslet         | Adele Wheeler               | Labor Day                                 |
| 2014 | Julianne Moore †     | Dra. Alice Howland          | Still Alice                               |
| 2014 | Jennifer Aniston     | Claire Simmons              | Cake                                      |
| 2014 | Felicity Jones ‡     | Jane Wilde Hawking          | The Theory of Everything                  |
| 2014 | Rosamund Pike ‡      | Amy Elliott-Dunne           | Gone Girl                                 |
| 2014 | Reese Witherspoon ‡  | Cheryl Strayed              | Wild                                      |
| 2015 | Brie Larson †        | Joy "Ma" Newsome            | Room                                      |
| 2015 | Cate Blanchett ‡     | Carol Aird                  | Carol                                     |
| 2015 | Rooney Mara ‡        | Therese Belivet             | Carol                                     |
| 2015 | Saoirse Ronan ‡      | Ellis Lacey                 | Brooklyn                                  |
| 2015 | Alicia Vikander †    | Gerda Wegener               | The Danish Girl                           |
| 2016 | Isabelle Huppert ‡   | Michèle Leblanc             | Elle                                      |
| 2016 | Amy Adams            | Dra. Louise Banks           | Arrival                                   |
| 2016 | Jessica Chastain     | Elizabeth Sloane            | Miss Sloane                               |
| 2016 | Ruth Negga ‡         | Mildred Loving              | Loving                                    |
| 2016 | Natalie Portman ‡    | Jacqueline "Jackie" Kennedy | Jackie                                    |
| 2017 | Frances McDormand †  | Mildred Hayes               | Three Billboards Outside Ebbing, Missouri |
| 2017 | Jessica Chastain     | Molly Bloom                 | Molly's Game                              |
| 2017 | Sally Hawkins ‡      | Elisa Esposito              | The Shape of Water                        |
| 2017 | Meryl Streep ‡       | Katharine Graham            | The Post                                  |
| 2017 | Michelle Williams    | Gail Harris                 | All the Money in the World                |
| 2018 | Glenn Close ‡        | Joan Castleman              | The Wife                                  |
| 2018 | Lady Gaga ‡          | Ally Maine                  | A Star Is Born                            |
| 2018 | Nicole Kidman        | Detetive Erin Bell          | Destroyer                                 |
| 2018 | Melissa McCarthy ‡   | Lee Israel                  | Can You Ever Forgive Me?                  |
| 2018 | Rosamund Pike        | Marie Colvin                | A Private War                             |
| 2019 | Renée Zellweger †    | Judy Garland                | Judy                                      |
| 2019 | Cynthia Erivo ‡      | Harriet Tubman              | Harriet                                   |
| 2019 | Scarlett Johansson ‡ | Nicole Barber               | Marriage Story                            |
| 2019 | Saoirse Ronan ‡      | Josephine "Jo" March        | Little Women                              |
| 2019 | Charlize Theron ‡    | Megyn Kelly                 | Bombshell                                 |

### Anos 2020
| Ano  | Atriz               | Personagem                             | Filme                                    |
| ---- | ------------------- | -------------------------------------- | ---------------------------------------- |
| 2020 | Andra Day ‡         | Billie Holiday                         | The United States vs. Billie Holiday     |
| 2020 | Viola Davis ‡       | Ma Rainey                              | Ma Rainey's Black Bottom                 |
| 2020 | Vanessa Kirby ‡     | Martha Weiss                           | Pieces of a Woman                        |
| 2020 | Frances McDormand † | Fern                                   | Nomadland                                |
| 2020 | Carey Mulligan ‡    | Cassandra "Cassie" Thomas              | Promising Young Woman                    |
| 2021 | Nicole Kidman ‡     | Lucille Ball                           | Being the Ricardos                       |
| 2021 | Jessica Chastain †  | Tammy Faye Messner                     | The Eyes of Tammy Faye                   |
| 2021 | Olivia Colman ‡     | Leda Caruso                            | The Lost Daughter                        |
| 2021 | Lady Gaga           | Patrizia Reggiani                      | House of Gucci                           |
| 2021 | Kristen Stewart ‡   | Diana, Princesa de Gales               | Spencer                                  |
| 2022 | Cate Blanchett ‡    | Lydia Tár                              | Tár                                      |
| 2022 | Olivia Colman       | Hilary Small                           | Empire of Light                          |
| 2022 | Viola Davis         | General Nanisca                        | The Woman King                           |
| 2022 | Ana de Armas ‡      | Norma Jeane Mortenson / Marilyn Monroe | Blonde                                   |
| 2022 | Michelle Williams ‡ | Mitzi Fabelman                         | The Fabelmans                            |
| 2023 | Lily Gladstone ‡    | Mollie Kyle                            | Killers of the Flower Moon               |
| 2023 | Annette Bening ‡    | Diana Nyad                             | Nyad                                     |
| 2023 | Sandra Hüller ‡     | Sandra Voyter                          | Anatomie d'une chute (Anatomy of a Fall) |
| 2023 | Greta Lee           | Nora Moon / Moon Na-Young              | Past Lives                               |
| 2023 | Carey Mulligan ‡    | Felicia Montealegre Bernstein          | Maestro                                  |
| 2023 | Cailee Spaeny       | Priscila Presley                       | Priscilla                                |
| 2024 | Fernanda Torres ‡   | Eunice Paiva                           | Ainda Estou Aqui (I'm Still Here)        |
| 2024 | Pamela Anderson     | Shelly                                 | The Last Showgirl                        |
| 2024 | Angelina Jolie      | Maria Callas                           | Maria                                    |
| 2024 | Nicole Kidman       | Romy                                   | Babygirl                                 |
| 2024 | Tilda Swinton       | Martha                                 | The Room Next Door                       |
| 2024 | Kate Winslet        | Lee Miller                             | Lee                                      |